# 伽利略·伽利莱
伽利略·伽利莱（義大利語： Galileo Galilei；1564年2月15日—1642年1月8日），義大利物理學家、數學家、天文學家及哲學家，科學革命中的重要人物。伽利略被譽為“現代觀測天文學之父”、“現代物理學之父”、科学方法之父及“現代科學之父”。
史蒂芬·霍金說，“自然科學的誕生要歸功於伽利略。”

## 生平

### 早年

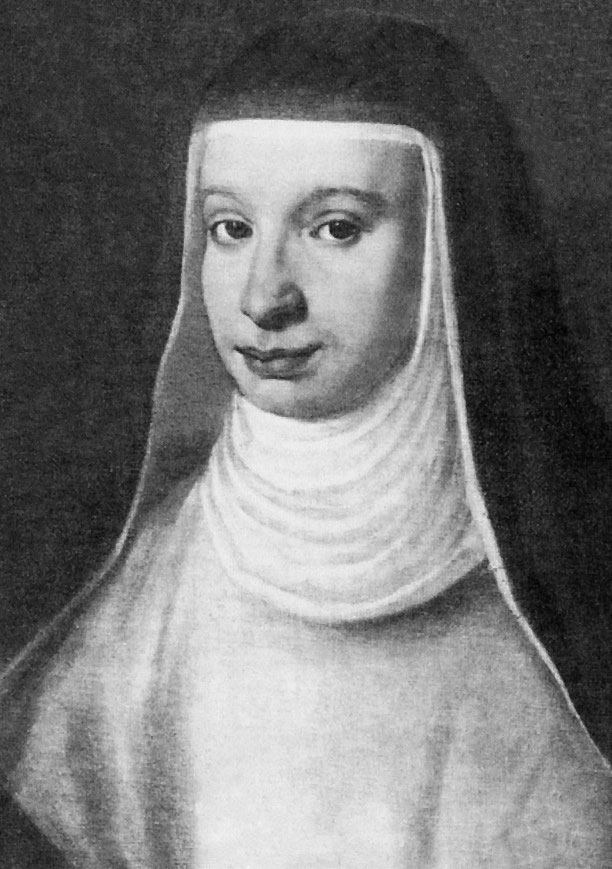
伽利略的大女儿弗吉尼亚（修女玛利亚·塞莱斯特），对父亲终身尽孝，后与父亲同葬在佛罗伦萨圣十字大殿

伽利略生于意大利比萨（当时为佛罗伦萨公爵领地）。是溫琴佐·伽利莱与茱莉亚·阿曼娜蒂六个儿子中的长子。溫琴佐是个著名的鲁特琴手、作曲家和乐理学者。伽利略自己是个灵巧的鲁特琴手，并继承了其父对现有权威的怀疑态度、对精湛谨慎的、量化实验的价值取向、对时间或韵律的周期或是音乐性的欣赏，以及对数学与实验联姻的期望与启迪。伽利略五个兄弟中的三个长大成人，最小的是米凱蘭傑洛成为了著名的鲁特琴手、作曲家。
伽利略是根据一个家庭先祖伽利略·博尼图来命名的。博尼图是位佛罗伦萨医生、大学教授、政治家；在14世纪末期，家族姓氏从博尼图改为伽利莱。伽利略·博尼图被葬在佛罗伦萨圣十字大殿，200年后这位著名后裔伽利略·伽利莱在此与先祖一同長眠。当伽利略·伽利莱8岁时，他的家庭搬回了佛罗伦萨，但是他在杰卡布·博洛尼那里寄养了两年。之后，他在离佛罗伦萨东南35公里的瓦隆布罗萨的卡马多莱斯修道院裏学习。
虽然伽利略是位虔诚的天主教基督徒，但是他与马丽娜·甘巴以非婚生的方式，育有三个孩子。他们在1600年生下了長女弗吉尼亚（Virginia Galilei, 1600年8月12日 - 1634年4月2日），1601年生下了次女利维亚（Livia, 1601年 - 1659年），1606年生下了長子溫琴佐（Vincenzo, 1606年 - 1649年）。由於他們是非婚生子女，所以伽利略觉得女儿们嫁不出去。在当时，这只能由高額的嫁妆来弥补，而伽利略的两个妹妹在这个问题上都带给了他不小的麻烦。两个女儿的出路就是出家。两个女儿在阿切特里的圣·马泰奥门下修道，并在其门下度过余生。弗吉尼亚的修女名字是玛利亚·塞莱斯特。她于1634年4月2日去世，与伽利略同葬在佛罗伦萨圣十字大殿。利维亚的名字是阿尔汉格尔斯克，终生疾病缠身。溫琴佐最终成为伽利略合法的继承人，后与埃斯特拉·波什尼日結婚。

### 求学
伽利略篤信基督，在年少时曾经严肃地考虑过是否要剃髮成為修士，但他父亲坚持他去比萨大学学医。在1581年学医时，他注意到了摇摆的吊灯，吊灯在风的推动下划出大小不一的轨迹。与自己脈搏做出对比后，伽利略发现不论吊灯摇摆的距离如何，他们的週期时长都是相同的。回家后，他架起了两个长度相同的摆，将其中一个摆晃动大一些，另一个小一些，结果发现他们的时长的确相同。
此後，伽利略无意中旁听了学校的几何课，随后向他父亲要求准许他改修数学与自然哲学，后者答应了他。
伽利略设计了一个温度测量器（温度计的前身），并于1586年出版了小册子，上面记录了他设计发明的液压秤，这使他得到了学术界的关注。伽利略也研究了美术中的素描，并于1588年在佛罗伦萨的素描美术学院担任讲师，主讲透视法和明暗搭配。受到佛罗伦萨城市艺术气息与文艺复兴运动的启迪，伽利略获得的审美细胞。在他还是学院年轻讲师的时候，他与佛伦丁画家西格里建立了长达一生之久的友谊，后者在他的绘画中描述了伽利略观察月球的场景。
1589年，伽利略被任命为比萨大学的数学主任。1591年他父亲去世，小弟弟迈克安格诺鲁托付给他照看。1592年到1610年间，伽利略在帕多瓦大学执教几何、机械和天文。在这段期间内，伽利略在基础性纯科学（如运动学和天文学）与应用科学（如材料力学、望远镜改良）上都有重大突破。他也有许多其他兴趣爱好，如研究占星术，这在当时是数学与天文学的交叉学科。

### 去世

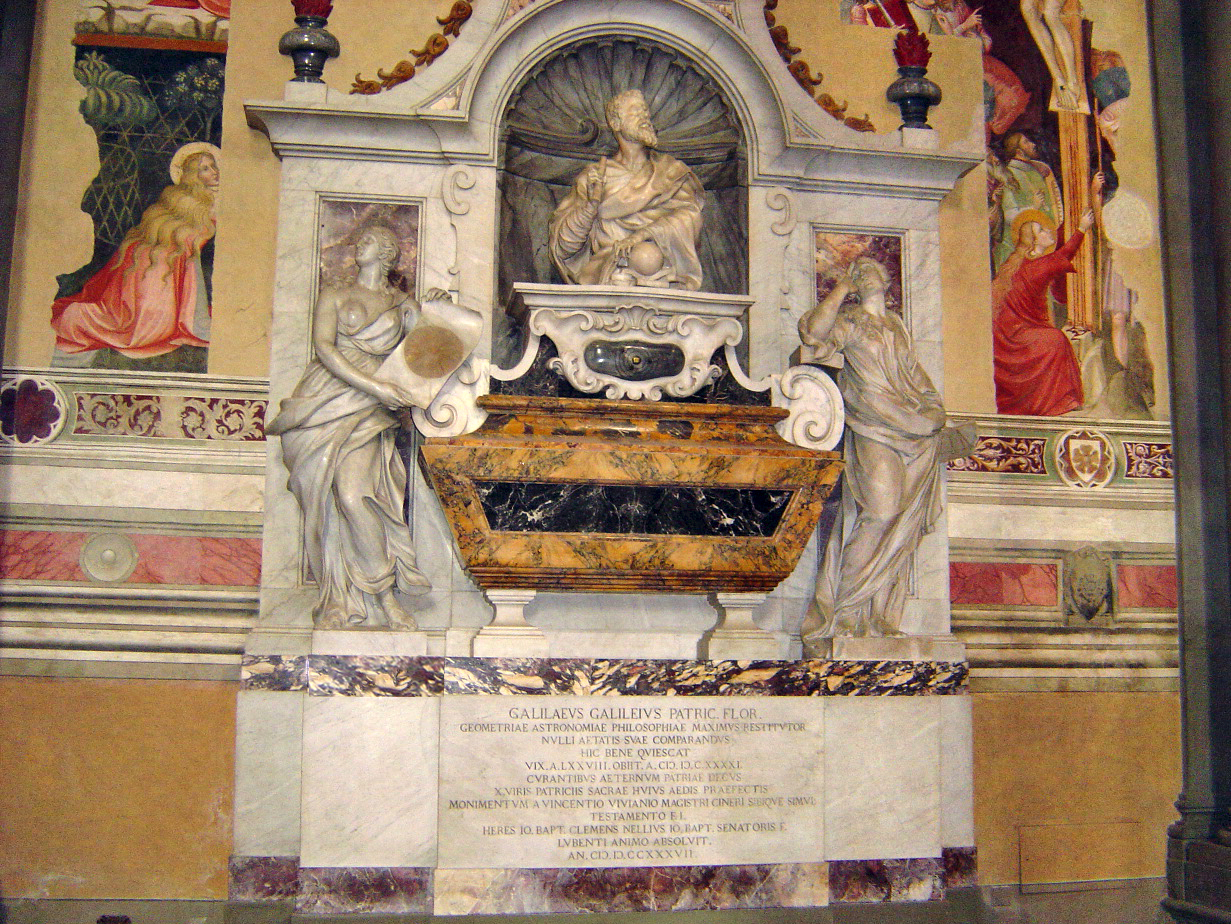
位于佛罗伦萨圣十字大殿内的伽利略墓

伽利略的来访者源源不断，直到1642年为止。1642年1月8日［儒略曆1641年12月29日］伽利略在經歷高燒與心悸後死去，享壽77歲。托斯卡纳大公 斐迪南二世（麥地奇家族成员之一）希望把他葬在佛罗伦萨圣十字大殿，挨着他的父亲及其他先祖们，并为他树立一座大理石纪念陵墓。由于伽利略的“有強烈異端嫌疑”之判決，使得此舉遭到教宗乌尔班八世和他的侄子佛朗西斯·巴贝日尼樞機的抗议，该计划被否决。因此，他被葬在初學生禮拜堂隔壁的小屋旁，它位于主堂南翼与圣物储藏室之间的走廊末端。1737年，伽利略的纪念碑被重新树立，他的遗体被改葬在聖殿。在改葬时，遗体中的三根手指和一颗牙齿被取了出来。目前，他右手中指被陈列在意大利佛罗伦萨的伽利略博物馆中。

## 成果

### 直接成果
伽利略的研究结果对牛頓提出、完善牛顿運動定律中的第一、第二定律有一定的启示。伽利略非常重视数学在应用科学方法上的重要性，特别是实物与几何图形符合程度有多大的问题。
伽利略认为选择得当的数学证明可以用来探索任何牵涉到定量性的问题。伽利略为自己提出的第一套力学问题，是那些牵涉到尺度效果的问题。在考察尺度效果时，伽利略研究了物质的数量，即后来称质量的物理量，后来又以同样方式探索了牵涉到时间测量和速度测量的运动学问题。伽利略所研究的中心问题就是仅在重力影响下的落体运动问题，推翻了亚里士多德关于不同重量的物体下落速度不同的论点。

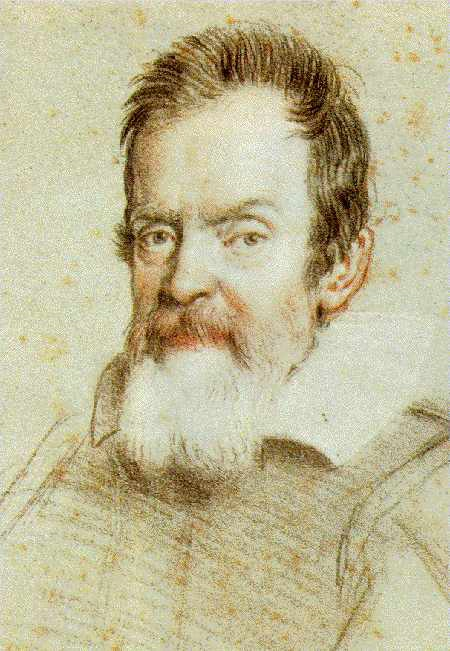
里昂尼所绘的伽利略

根据亚里士多德的物理学，力的持久作用是保持物体匀速运动的原因。但是伽利略的实验结果证明：物体在引力的持久影响下并不以匀速运动，而是每次经过一定时间之后，在速度上有所增加。物体在任何一点上都继续保有其速度并且被引力加剧。如果没有了引力，物体将仍旧以它在那一点上所获得的速度继续运动下去，这就是惯性原理。这个原理阐明物体只要不受到外力的作用，就会保持其原来的静止状态或匀速运动状态不变。伽利略在研究運動學時研究過物體的匀加速運動，這個課題在今天幾乎所有高中及大學的入門物理學程中都是必教的。他對觀測天文學的貢獻包括运用望遠鏡確認金星的盈虧，發現木星最大的四個衛星（以他命名為伽利略衛星）以及觀測並分析太陽黑子。伽利略也曾研究過應用科學及科技，並改進了圓規的設計。
从惯性原理，伽利略发展了抛射体的飞行轨迹理论，从而表明数学证明在科学上的价值。他考察了一个球以匀速滚过桌面，再从桌边沿一根曲线轨道落到地板上的动作。在这条坠落轨道上的任何一点，球都具有两种速度：一个是沿水平面的速度，根据惯性原理始终保持匀速，另一个是垂直的速度，受引力的影响而随着时间加快。在水平方向，球在同等时间内越过同等距离，但是在垂直的方向，球越过的距离则和时间的平方成正比。这样的关系决定球走出的轨迹形式，即一種抛物线，因此，一个物体以四十五度角抛出时，距离将最远。

### 对现代科学的影响

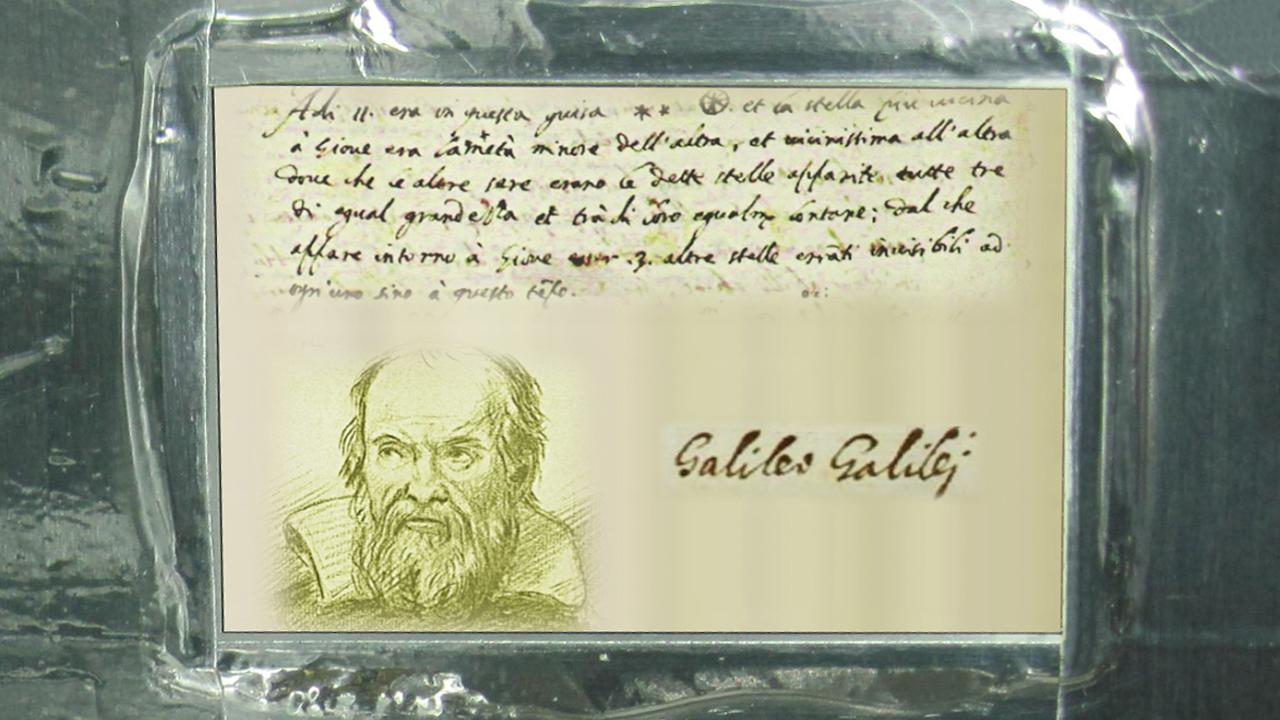
朱諾號携带物品之一：意大利太空署提供的伽利略铝质紀念牌，上面鐫刻有伽利略自画像和他于1610年发现木星卫星的亲笔记录，2.8×2英寸大小，重6克。

史蒂芬·霍金認為，伽利略對現代科學誕生的貢獻，「比其他人都多」；阿爾伯特·愛因斯坦稱他為「現代科學之父」。
伽利略在天文學的發現和對尼古拉·哥白尼學說的研究已經傳給世界一筆永存的遺產，這筆遺產包括伽利略發現並歸類的木星四大衛星，合稱伽利略衛星。
伽利略號探測器以伽利略命名，它是第一個圍繞木星公轉的太空飛行器。歐盟建造中的衛星定位系統﹕伽利略定位系統以伽利略命名。
在古典力學裡慣性系統（慣性參考系）之間的座標轉換稱為伽利略變換。伽，有時稱為{伽利略}，雖不是國際單位制的單位，卻是一個加速度單位，常用于重力場的測定。
因為2009年是伽利略第一個有記載使用望遠鏡作天文觀測的第四百年，聯合國訂此年為全球天文年。
2011年8月5日發射的無人太空探測船朱諾號帶有一塊2吋長2.8吋寬的鋁質紀念牌﹐上面鐫刻有伽利略的自畫像﹐以及他在1610年發現木星衛星的親筆觀測記錄。同一艘太空探測船上並帶有三個樂高積木人像，其中一个是伽利略，剩下两个分别是古羅馬神話的朱庇特（木星名字的來由）及他的夫人朱諾（朱諾號名字的來由）。

### 科学研究方式
伽利略在通过实验和数学方式研究运动学做出了最初的创新。当时更多的科学研究方法是威廉·吉尔伯特的对电磁的量化研究。伽利略的父亲，鲁特琴手、乐理专家溫琴佐·伽利莱，可能进行了最古老的非线性物理实验，并有结果：就伸展的弦来说，音高与张力的乘方成比例。这些观察结果处在毕达哥拉斯音乐传统的结构框架内，被乐器制造工人广为知晓，包括将弦以整数相除能得到一个和谐音阶。因此，数学的一部分总是与音乐和物理科学有联系，年轻时代的伽利略可以从他父亲的观测中拓展这种传统。
伽利略是当时思想家中明确宣称自然规律是数学性的。在《试金者》中，他写道：“哲学写在这本伟大的著作中，这宇宙中...它是用数学作为语言写成的，他的特性是三角、圆和其它几何形状;..."他的数学分析跟进一步发展了后期自然哲学学者的传统，这是伽利略在他学习哲学時做的。他养成了一个奇特的能力，就是无视权威，特别是亚里士多德学派的权威。在更广义上，他的作品更进一步推动了科学从哲学与宗教中分离出来；这是人类思想的一大进步。他常常愿意根据自己的观察来改变想法。为了进行试验，伽利略为长度与时间制定标准，以便在不同时间和不同实验室所做的工作可以复制。这为数学归纳法提供了坚实基础。
伽利略展示了数学、理论物理、试验物理之间奇妙的关系。他理解抛物线，无论是作为一种圆锥曲线，还是纵坐标（y）与横坐标（x）之间的乘方关系。伽利略进一步认为抛物线是匀加速抛体在没有摩擦和其它干扰情况下的理论上完美的轨道。同时，他承认自己的理论有局限性，因为从理论角度来看地球大小的弹道轨道不大可能呈抛物线形状；但他仍旧坚持从当时的迫击来看，炮弹轨道与抛物线相比差不到哪里去。

## 争议

### 伽利略、开普勒与潮汐理论
樞機羅伯·白敏1615年发表声明，称哥白尼学说不成立，除非“有物理证据证明太阳不是围绕地球，而是地球围绕着太阳运行”。伽利略认为他的潮汐理论足可证明地球运动。这个理论十分重要，以至于他最开始将著作命名为《关于海洋潮汐与流动的两大世界体系的对话》。关于潮汐的字眼最终因为宗教法庭的指令而被删除。
伽利略认为，由于地球围绕轴心自转并围绕太阳公转，导致地球表面运动的加速减速引发海水潮汐式前后湧动。1616年，他将第一份有关潮汐的文献整理出来，交给了红衣主教奥斯尼。他的理论第一次涉及了海底大陆架的形状尺度，以及潮汐的时刻等。例如，他正确地推算出亚德里亚海中途的波浪相对于到达海岸的最后一波来说可以忽略不计。但是，从潮汐形成的总体角度来看，伽利略的理论并不成立。
如果理论成立了，那么每天只能出现一次涨潮。伽利略与他的同事们注意到该理论的不足之处，因为在威尼斯每天会涨潮两次，时间间隔为12小时。伽利略认为这种反常现象不过是因为海洋形状，深度及其它的问题导致的，不值得一提。对于他这种观点是不可信賴的论断，阿尔伯特·爱因斯坦则表示伽利略只是急于给出地球运动的物理证明，构造出了这种“引人入胜的观点”并自己全盘接受了。伽利略否定了当时约翰内斯·开普勒的观点，即月球导致潮汐运动，而后者的观点袭承了托勒密法之书中占星传统。他也拒绝接受开普勒关于行星沿椭圆轨道运行的观点，认为圆形轨道才是“完美”的。

### 就彗星与《试金者》的争议
1619年，伽利略与罗马耶稣会大学数学教授贺拉斯·格拉西神父发生争执。争执的开始时就彗星性质的辩论，但是当伽利略发表《试金者》时，争议已经升级为就科学自身性质的辩论。《试金者》中包含了伽利略关于如何研究科学的大量思想，这可以说是他的科学宣言。1619年早期，格拉西神父匿名发布了一本小册子《关于1619年三颗彗星的天文论述》，讨论了去年11月份出现的彗星的性质。格拉西断言彗星是个炽热的天体，离地球以固定距离沿着圆形轨迹运动，因为它在天上运行速度比月亮慢，所以它必定离月亮远。
格拉西的论述与结论被之后的小册子《论彗星》批驳。虽然这份小册子基本上是伽利略自己写的，但署名作者是伽利略的一个学生：佛伦丁律师马里奥·古迪西。伽利略与古迪西在册子中并没有给出他们所确定的彗星本质，而是给出了一些暂时性的推测。这些推测从今天看来并不成立。伽利略和古迪西的《论彗星》中包含了对耶稣会克里斯托佛·什车尼的无故攻击，对罗马大学教授的不敬之词遍布全书。耶稣会被羞辱了，格拉西立即回敬了他自己的论点《天文学与哲学的平衡》，以笔名鲁西轮·撒西欧·西格萨诺发表。这个笔名可能来自他的一个学生。
《试金者》是伽利略对《天文学与哲学的平衡》的竭力反驳，并被认为是辩论文献中的经典。书中对“撒西欧”的主张进行了无情的嘲讽，获得了广泛赞许。新任教宗乌尔班八世对此尤为感兴趣，因为该书是致给他的。伽利略与格拉西的辩论离间了他与耶稣会之间的关系，后者曾经同情他的观点，而伽利略和他的朋友确信是耶稣会导致了他日后的不幸。目前的证据对此模棱两可。

### 地心说争议

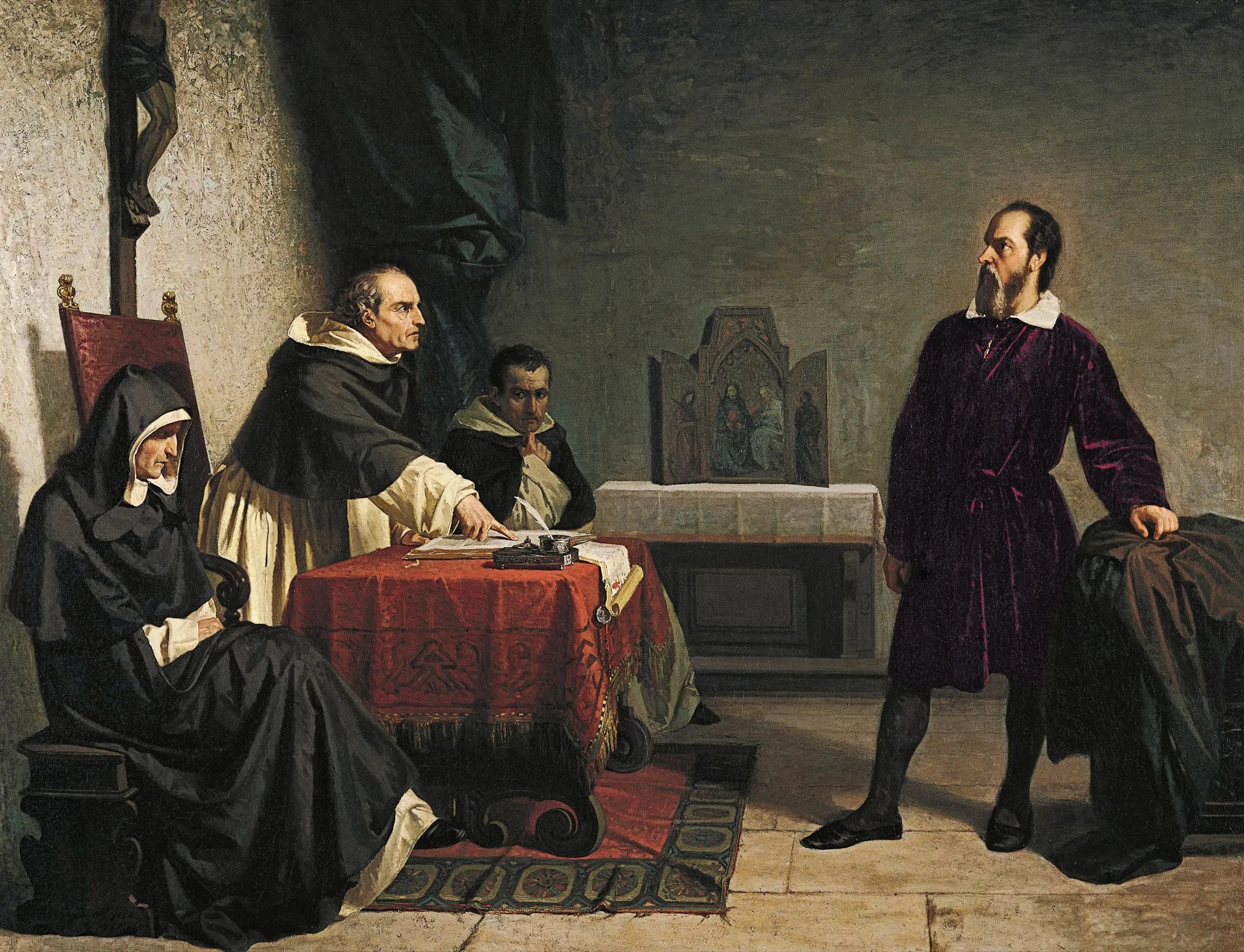
克里斯蒂诺·巴蒂1857年所绘的《伽利略受审》

《圣经》在《聖詠集》93:1、96:10，以及《編年紀上》16:30记录着“ 大地在他面前應該戰慄，是他使世界堅立，不致動搖”。在《聖詠集》104:5以同样的方式写着“你奠定大地於基礎之上，你使大地永遠不再動盪”。更多地，在《訓道篇》1:5中记录着太陽升起，太陽落下，匆匆趕回原處，從新再升。”等等。
和義大利哲學家焦爾達諾·布魯諾一样，伽利略捍卫日心说，进而宣称它与经文并不冲突。他采取奧古斯丁的解經立场，即不能将所有篇章予以字面解释，特别是在诗篇和歌颂上，不是對現實的描述或历史问题上。他相信经文作者仅仅是从地理角度来观察世界，从这点来看太阳的确升起落下。另一种解释是作者从一种现象的角度来记录，或是这只是一种写作风格。因此，伽利略认为科学与经文没有冲突，只是经文仅仅讨论了一种不同的地球“运动”，而非自转。
在1616年時，反對哥白尼学派的聲浪成為教會的主流，伽利略到罗马劝说天主教权威不要禁止哥白尼思想。直至最后，將哥白尼的《天体运行论》納入《禁书目录》的命令被下達，理由是太阳恒定，地球自转为错误理论，与神圣经文相悖。在指令下达前，根据教宗的要求，贝拉明樞機提前告知了伽利略，称这种观点不可能被“辩护”，说服他放弃。伽利略答应顺从。贝拉明并没有禁止伽利略将日心说当成数学科幻，但如果他胆敢将它作为物理观点的话，就得小心。在随后的几年中，伽利略都回避这个问题。当樞機马佛奥·巴贝日尼当选為教宗，是為乌尔班八世，伽利略才继续在这一问题上著书。因為乌尔班八世是伽利略的朋友，对伽利略十分尊敬，反对教會在1616年对伽利略的指控。因此，在1632年出版的《关于托勒密和哥白尼两大世界体系的对话》一书被異端審判法庭通過，也獲得教宗准许。
达瓦·索罗贝解释道，在这一时期，乌尔班在宫廷阴谋与国务问题中越陷越深。他将自己与伽利略的友谊放置的第二位，将更多精力注意在自身安全上。在乌尔班人生低谷中，伽利略问题被宫廷内部人员和伽利略的仇敌摆了上来。由于西班牙籍的樞機近期发表言论，指责乌尔班在保护教会上软弱，乌尔班感到愤怒和恐慌。这对伽利略的辩护来说十分不利。
教宗乌尔班八世在早些时候私下找到伽利略，要他在书中就日心说给出正反两方面辩驳，并小心不要刻意宣传日心说。教宗同时要求将他自己的意见也放在书中，这个要求后来被伽利略完成。然而不知是疏忽还是故意的，《关于托勒密和哥白尼两大世界体系的对话》中为亚里士多德地心说辩护的辛普利西奥（Simplicio）在书中常常自相矛盾，丑态百出。虽然伽利略在扉页中阐明辛普利西奥是亚里士多德学派哲学家，但它的名字在意大利文中的意思是“大笨蛋”（simpleton）。这个辛普利西奥的角色使得《关于托勒密和哥白尼两大世界体系的对话》一书成为攻击亚里士多德地心说，辩护哥白尼理论的形象。不幸的是，伽利略将乌尔班八世的话放到了辛普利西奥的嘴里。绝大多数史学家认为伽利略并非出于恶意，而是低估了著作所产生的后果。然而教宗可没轻视这种公开的侮辱，或是对哥白尼学说的宣扬。伽利略因此为教宗——他最大最重要的支持者——所疏远，并被传唤到罗马接受审讯。
1632年9月，伽利略被传唤到罗马接受审讯。他於1633年2月到达，被审判者文森佐·麦克莱恩指控。伽利略起初坚持自己信守诺言，没有宣扬任何禁語，否认为禁語辩护。然而，他最后不得不被迫承认，《对话》的读者可能会被误导，认为它是在为哥白尼学说辩护。另一种观点认为伽利略甚至称1616年后他放弃了哥白尼学说，甚至在《对话》中证明了这一点。在1633年7月的最后审讯中，他被威胁如果不「從實招來」，就对他刑求。但他坚持否认。裁判庭6月22日的判决包括了3个核心部分：
- 伽利略被判“有强烈异端嫌疑”，即声称太阳在宇宙的中心，地球不是中心而且在运动着，对持有并为此辩驳者与神圣经文相悖。他必须“发誓放弃、诅咒并厌弃”这样的观点[90]。
- 異端審判庭指示将他正式拘捕，翌日起，他将会在家中终身软禁[91]。
- 他悖逆的《对话》将被查禁；在判决之外，他所有的著作也将被查禁，今后他不能再继续著书[92]。

根据流行的传聞，伽利略在宣布放弃地球围绕太阳旋转的理论时曾经喃喃道“但是，地球依然在转啊”，但是并没有证据证明他是否说了类似的话。有关这个传奇的第一个记载出现与他去世后的一个世纪左右。
一段时间后，在他的朋友阿斯卡尼奥·皮科洛米尼的帮助下，伽利略于1634年被允许回到他在佛罗伦萨阿克特雷旁的小宅焦耶洛別墅，在那里他度过了自己的余生。伽利略被要求在三年中每星期朗读七篇忏悔诗，他的女儿玛利亚·塞莱斯特向教会请求，教會允许将这个负担，改由她代為實行。在被软禁在家时，伽利略致力于完成他最经典的著作之一《两种新科学》，在此他总结了过去40年中所做的一切工作。这两个新科学今天被叫做运动学和材料力学。此书被阿尔伯特·爱因斯坦盛赞。由于他的贡献，伽利略被誉为“现代科学之父”。他于1638年完全失明，得了严重的疝气和失眠，因此被准许回到佛罗伦萨接受治疗。

## 天文学
伽利略最先发现了木星的卫星。这个发现对于地心說擁護者来说并不是好消息。伽利略在1610年3月出版的《星际信使》一书中对此进行了详细的介绍。

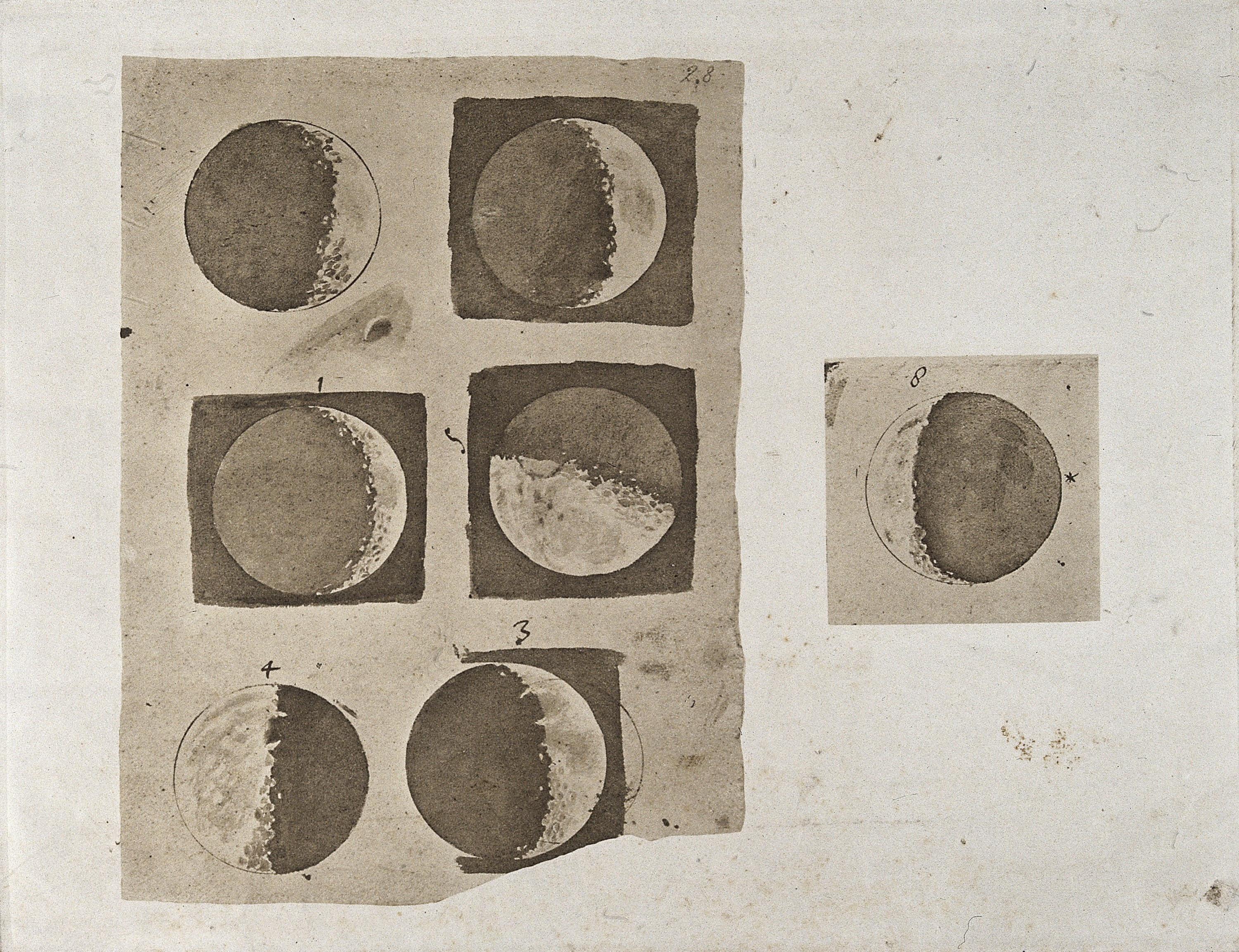
《星际信使》中的月相圖

根据一些不可靠的手稿，汉斯·利伯谢制作了第一个实用望远镜，并于1608年打算在荷兰申请专利。次年，伽利略制作了一个3倍的望远镜，改良后，望远镜达到了30倍之大。通过伽利略望远镜，观测者可以清晰地看到地上的竖直呈像——这便是通常所知的地面望远镜或小望远镜。伽利略也用它来进行天体观测，在当时他是少数可以制作如此精良的观测设备的人。1609年8月25日，他向威尼斯律师们展示了他早些时候制作的8到9倍望远镜。出售望远镜为伽利略带来了不少的额外收入。商人们可以利用它来航海，或是作为商品交换。伽利略在1610年3月发布了他最初利用望远镜观测天体的结果，题为《星际信使》。

### 开普勒超新星
根据瓦卢辛斯基的记录，伽利略在1604年观测并讨论开普勒超新星时作为天文学者而出名。由于这颗超新星没有明显的周日视差，伽利略认为它是一颗相距遥远的天体，因此否决了亚里士多德对天体恒定的观点。他对这种意见进行了公开宣扬，受到了强烈的抗议。

### 木星

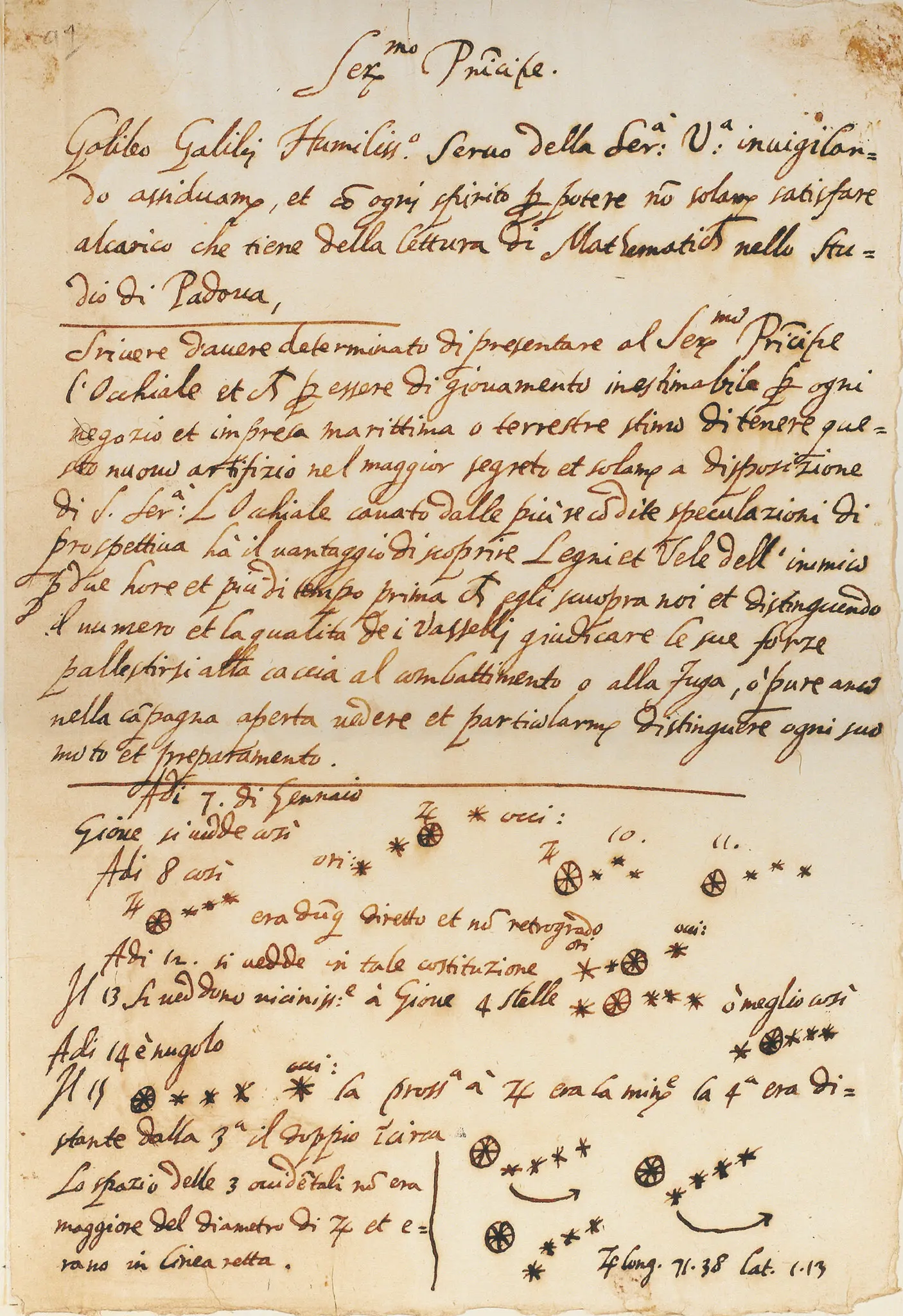
伽利略於1609年8月寄給威尼斯總督李奧納多·多納托的信件（上半部）與1610年1月木星與其衛星的運動的紀錄（下半部），1938年入藏密西根大學哈蘭·海切爾研究生圖書館，於2022年被鑑定為乃1930年代的贗品。

1610年1月7日，伽利略通过望远镜观察到了当时被描述为“三个固定天体，因为渺小而几乎看不见”，它们都靠近木星，成一条横跨的直线。第二天晚上观测的结果是那些木星旁边的天体改变了位置，那么它们作为固定天体就无法解释了。1月10日，伽利略发现它们其中的一个消失了，他认为天体藏到了木星的背后。几天后，伽利略得出结论：它们在环绕木星运行。伽利略发现了木星四个卫星中的较大的三个，并于1月13日发现的最后的一个。伽利略将这四个一组命名为美第奇行星，致敬他未来的赞助人托斯卡纳大公科西莫二世與其三个兄弟。然而，天文学家日后将它们改名为伽利略行星以纪念它们的发现者。这些行星如今被命名为艾奥、欧罗巴、伽倪墨得斯和卡利斯托。
他就木星卫星的发现导致了天文学的一场革命，并持续至今：一个小行星围绕着大行星运转不符合亚里士多德的宇宙观，后者认为所有天体都围绕着地球运转。许多天文学家和哲学家最初都否认伽利略的发现。他的发现日后被克里斯托佛·克拉烏证实，当他1611年访问罗马时获得了英雄般的欢迎。伽利略在随后的18个月中继续观察，到了1611年中他已经总结出相当精确的卫星运行周期。伽利略进展神速，以至于約翰尼斯·克卜勒认为这是不可能的。

### 金星、土星、海王星
伽利略在1610年9月通过观测发现金星所呈现的所有相位与月球十分相似。根据尼古拉斯·哥白尼的日心说，天体的所有相位可视。在金星环绕太阳运行的过程中，当它处在背对太阳的位置时，金星的发光面朝向地球；当它处在与地球同侧的位置上时，金星的发光面背对地球。金星的运行轨迹传统上被放置在太阳运行轨迹的内侧，在此它可以呈现出新月相位。然而，金星的运行轨迹不可能处于太阳运行轨迹的外侧，否则它的相位将会是凸圆或是满圆。当伽利略用望远镜观测到金星的新月、凸圆和满月相位时，托勒密的模型就显得十分不可靠了。在17世纪早期，许多天文学家采用了各种地日混合模型，如第谷体系、科普兰或是其改良版。模型中有的包含了环绕地球运动的模式，有的则没有。这些体系都没有完全否定地心说就恒星视差的预测，尝试着对金星运行相位进行解释。在完全地心说经历地心混合模型到完全日心说的两个发展阶段中，伽利略对金星相位的实验性发现可以说是其最具影响力的贡献了。
最初，当伽利略观测土星时，将土星光环误判为行星，以为这是一个由三部分组成的星系。之后，当他再度观测时，土星光环则直面地球，以至于伽利略认为之前的那两部分突然消失了。1616年当伽利略再度观测土星时，光环重新出现。伽利略对此深表疑惑。
伽利略於1612年观测了海王星。在他书中将其记录为一个不起眼的、幽暗的天体。当时他并没有意识到这是一颗行星。他继续记录着海王星相对于其他天体的运行轨迹，直到最后丢失目标为止。

### 太阳黑子

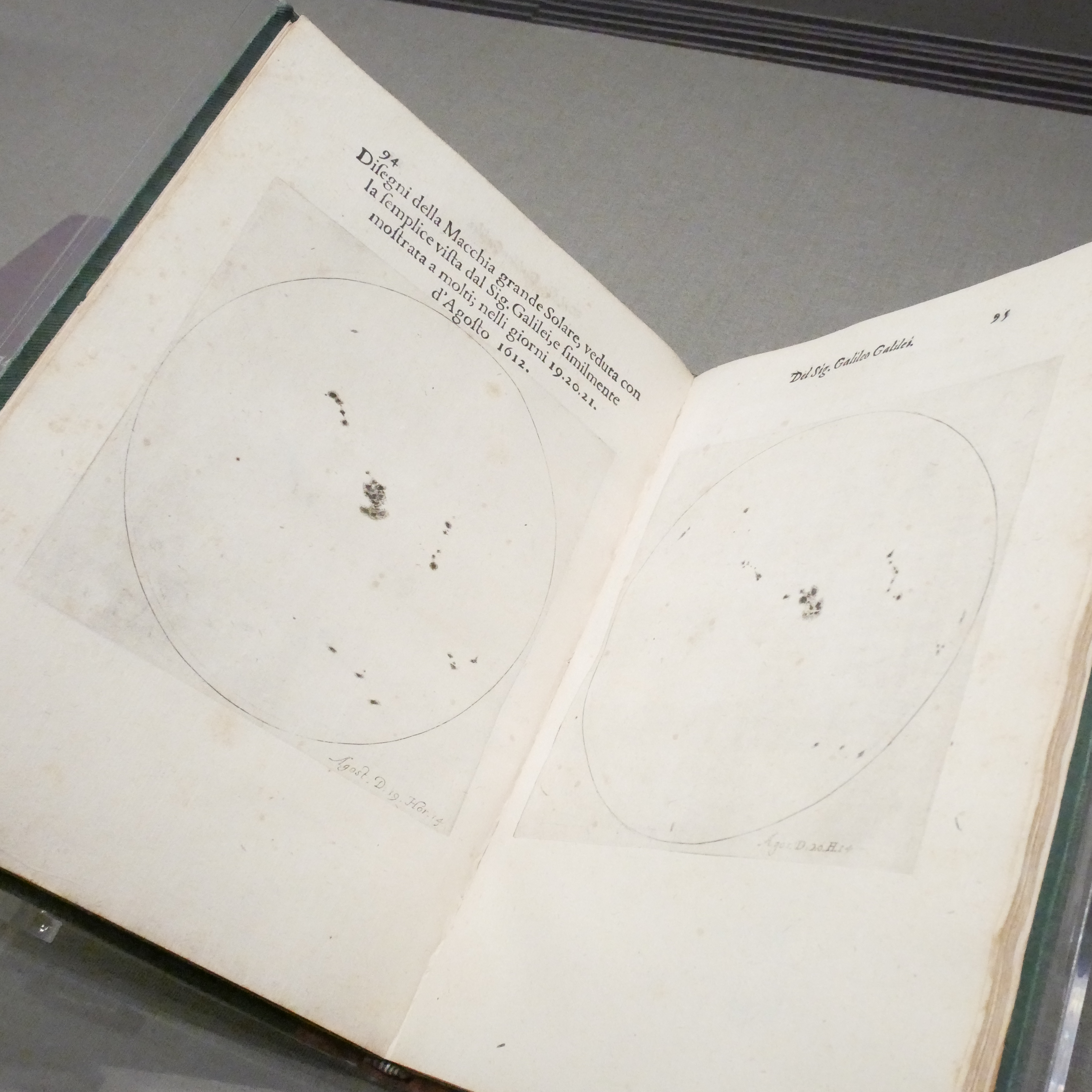
《太陽黑子之歷史與展示》（
Istoria e Dimostrazioni Intorno alle Macchie Solari，1613年）

在最先发现太阳黑子的欧洲人中，伽利略算是其中的一位。虽然約翰尼斯·克卜勒在1607年意外地观测到了这一现象，却将其误认为是正在经过的水星。伽利略也将查理曼时期的太阳黑子现象重新作出了解释，这个现象在当时也被认为是正在经过的水星。正统的亚里士多德天文物理学认为所有天体完美不变，而太阳黑子的存在令其难以解释。1609年，約翰尼斯·克卜勒出版了《新天文学》，阐述了他的天文力学观。该书认为太阳自转，预测了太阳黑子的周期，是一部极为成功的天文物理著作。1612到1613年，弗朗西斯科·西兹等人发现了太阳黑子的年度周期变化，这为辩驳托勒密体系和第谷·布拉赫的地日模型提供了强大的证据。在谁是最先发现并解释太阳黑子的问题上，伽利略与耶稣会的克里斯多夫·沙伊納发生了旷日持久的痛苦争执。在证实开普勒与太阳自转的问题上，他俩人都毫无疑问地输给了大卫·法布里修斯和他的儿子約翰尼斯。沙伊納很快接受了克卜勒于1615年提出的现代望远镜的设计方案，该方案利用倒立呈象的方式提升了放大效果；而伽利略却明显地拒绝了它。

### 月球
在伽利略自制望远镜之前，英国数学家、探险家托马斯·哈里奥特已经用“窥视镜”来观测月球了。根据他的报告，哈里奥特注意到在月亏处有“奇怪的斑点”，但是并不能解释现象的原因。由于接受了艺术熏陶和对明暗绘画法的了解，伽利略意识到这些光斑与阴影组合实际上是一些月球的地形结构。虽然伽利略不是第一个通过望远镜观测月球的人，但却是第一个将其解释为光在月球山与环形山所留下的阴影。在他的研究中，伽利略绘制了月球的地形图表，估测这些山峰的高度。月球由此不再是之前如亚里士多德所认为的半透明的、完美的球体，也不是但丁所描述的第一个“行星”，一个“永恒的珍珠，壮丽地直升入天堂般的苍穹”了。

### 银河系与恒星
银河最初被认为是一团云雾。伽利略观察了银河系，发现它是由许许多多恒星组成的集团，从地球这里看很像是云彩。伽利略用望远镜定位了许多肉眼看不到的恒星。他于1617年观测到了大熊星座中的开阳双子星。
在《星际信使》一书里，伽利略记录，恒星看起来就像是一个纯粹的发光体，在望远镜里也一样，没有什么改变，和行星相比，行星在望远镜里显示是一个圆盘状物体。此后不久，在他的关于太阳黑子的信件中，他报告，在望远镜里，恒星和行星都看起来“相当圆”。从这个观点引发开来，他接着报告，望远镜显示出恒星的圆度，通过望远镜观测，恒星的直径为几弧秒。他还设计了一种方法，不通过望远镜来测量一颗恒星的表观尺寸。正如在他的《关于托勒密和哥白尼两大世界体系的对话》一书中描述的那样，他的方法就是在他看向恒星的视线里，悬挂一根细绳，他慢慢前进，直到细绳彻底遮住恒星，然后测量他与细绳之间的距离。通过这个距离和细绳的宽度他就能计算出恒星相对的他的观察点的角度。在这本书里，他记录了他发现一等星的视直径不会超过5弧秒，6等星的视直径大约为5/6弧秒。就像同时代的大多数天文学家一样，伽利略也没有认知到他测量的恒星的表观尺寸是虚假的，这是由于光线衍射和大气层对光线的扭曲造成的（参见《视宁圆面和爱礼园盘面》），测量的结果并不能代表恒星的真实尺寸。但是与之前的对最亮的恒星做出的表观尺寸的估计值相比，伽利略的值要小很多，如由第谷·布拉赫给出的估计值（参见《星等》），这就使伽利略能够反驳那些反哥白尼的论点了，比如第谷的论点，荒谬的认为这些恒星一定很大，因为探测不到它们的年度时差。其他一些天文学家都对恒星进行了同样的测量，如西蒙·马吕斯，乔瓦尼·巴蒂斯塔·里希澳利和马丁努斯·霍尔登休。马吕斯和里希澳利得出结论，得出的尺寸虽然小了，但是并没有小到可以反驳第谷的论点。

## 技术

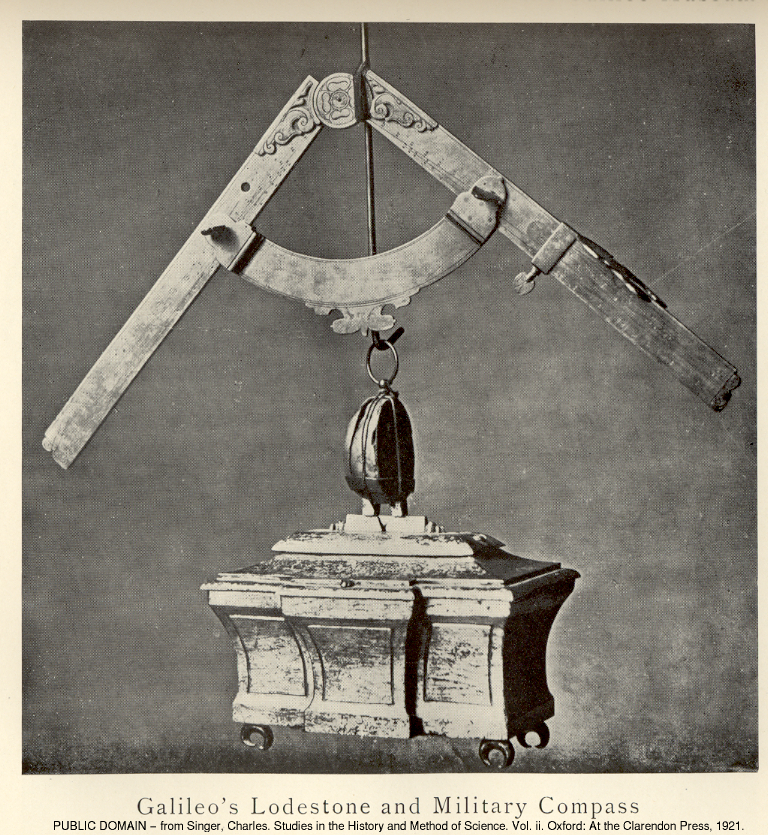
伽利略的地理军事两用圆规，于设备制造商马克·安东尼奥·马哲勒尼于1604年制造

伽利略所做出的一系列重要贡献中，其中一部分就是目前所说技术，而非纯物理。这与亚里士多德学派不同，前者会将伽利略的物理知识归纳为techne  或是有用的技巧，而不是episteme，即用哲学方式研究事物本质。在1595到1598年见，伽利略设计并改良了地理军事两用圆规，为炮兵和勘探员提供方便。尼古勒·塔尔塔利亚与吉多贝多·蒙蒂早些时候制作了类似的仪器，伽利略则在他们的基础之上进行了创新。对于炮兵来说，圆规不但可以更快更准地测出弹道角度，而且可以根据炮弹的大小和材质测算出添加火药的量。作为地理仪器，他可以绘制出任意的规则多边形，并对其他计算进行辅助。在伽利略的指导之下，设备制造商马克·安东尼奥·马哲勒尼制造出了一百多附这样的圆规。伽利略为此收入了50里拉（包括使用说明书在内），并提供了相应的使用教程，收入120里拉。
1593年左右，伽利略制作了一个温度计，温度计利用空气在圆球内的热胀冷缩来推动管中水的运动。

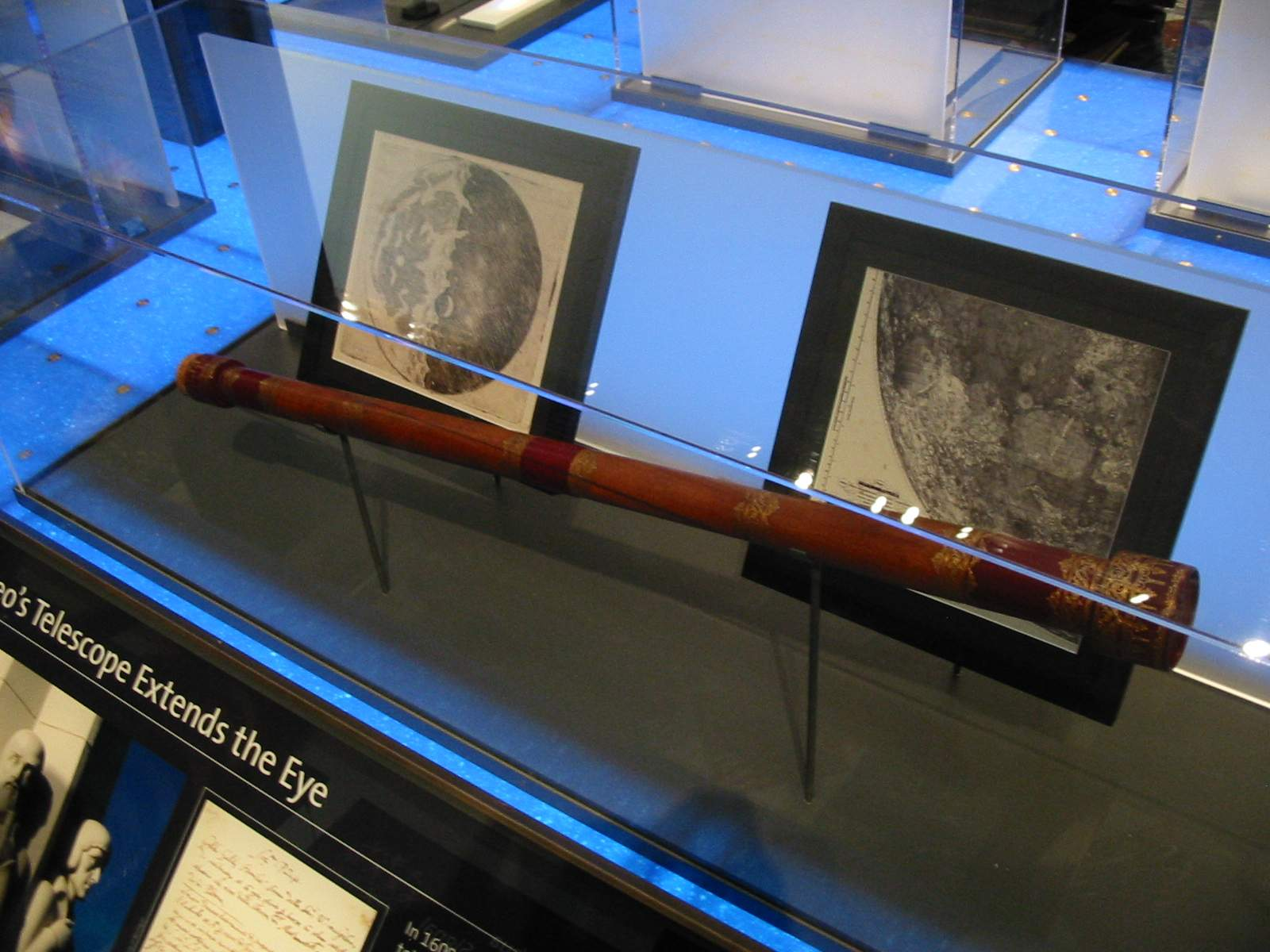
格里菲斯天文台保存的伽利略·伽利莱望远镜副本

在1609年时，伽利略与英国人托马斯·哈里奥特等人最先利用折射望远镜来观测恒星、行星及月球。1611年，当费德里·克卡王（Prince Federico Cesi）在他的宴会上宣布伽利略为琳氏科学院院士时，希腊数学家乔凡尼·德米亚尼为伽利略的设备起名“望远镜”。这个名字来自希腊字根tele = “远”和skopein = “观看”。1610年，伽利略利用望远镜近距离观察昆虫肢体。1624年，伽利略开始使用复显微镜。同年五月，他将这些设备的其中之一赠给了樞機祖林，并展示给巴伐利亚侯爵看。九月，他也为克卡王送去了一套。琳氏院士们也为“显微镜”的命名做出了重要贡献。一年后，院士乔凡尼·法布尔根据希腊字根μικρόν（micron）意为“微小”，和σκοπεῖν（skopein）意味“观看”为设备组字，它正好是“望远镜”的反义词。。利用伽利略显微镜所绘制的昆虫图于1625年出版，该图是第一次运用复显微镜观测绘制而成的。
1612年，在确定了木星的卫星轨道周期后，伽利略提议如果轨道周期可以被充分了解，那么卫星的位置可以作为宇宙时钟来加以利用，并通过经度测量方法来实现定位。伽利略在暮年时不停地在这一问题上下功夫。然而实践方面的困难重重，直到1681年才被乔凡尼·多明戈·卡西尼实现。这种方法日后被用在大范围地域勘察上，如勘测法国，以及1806年泽比伦·派克探美国中西部等。由于航海时精确望远观测难以实现，导航上的经度问题迫切需要解决。最后，约翰·哈里森制造了便携航海精密计时器，解决了上述问题。伽利略晚年时双目全盲，但他仍为摆钟设计了司行轮（被称之为伽利略司行轮）。1650左后克里斯蒂安·惠更斯于制造出第一个可以完全运转的摆钟。

## 物理

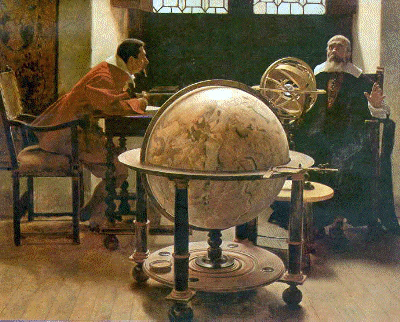
伽利略与维维亚尼，提托·勒西1892年绘

伽利略在物体运动的理论与实验上成果丰硕，并与开普勒和勒内·笛卡尔一道，成为艾萨克·牛顿爵士所创立的经典物理的先驱。伽利略试制了几个钟摆实验。这些实验的灵感据传说是来自于观察比萨大教堂中央铜质吊灯的摆动，并测算伽利略自己的脉搏而得到的（见温琴佐·维维亚尼为伽利略写的传记）。这些实验日后被记载在他的著作《两种新科学》中。伽利略认为简单的钟摆无论幅度多大，摆的周期运动时长总是一定的。然而，根据克里斯蒂·惠更斯的研究，这只是近似成立，并不精确。伽利略发现了周期的乘方与钟摆的长度成比。伽利略的儿子溫琴佐根据他父亲的理论与1642年设计了一个大钟。但大钟没能够建造起来，主要是因为摆度太大，需要冕状司行轮，导致计时不准。
伽利略在理解声音频率上也是先驱之一，虽然他在这点上并不是很出名。伽利略在以不同的速度摩擦凿子时，发现了凿子中间距的不同导致了音高的不同，即频率的不同。1638年，伽利略描述了测量光速的实验：安排两个人站在一定远的距离，各拿着带百叶窗的灯笼。第一个观测者打开灯笼的百叶，第二个观测者看到后，立即打开他手上的灯笼百叶。这样，从第一个观测者开灯到第二个观测者开灯之间时差就可以用来计算光在两者之间穿越所需要的时间。伽利略报告说，他在相距一英里之内做过这样的实验，但是无法确定光是否是同时出现的。在伽利略去世后，佛伦丁地西门托科学院的院士们也尝试了类似的实验，实验距离超过了一英里，但直到1667年，也以无果告终。伽利略总结了相对论的基本原理，即物理定律在任意系统内一定，沿直线匀速运动的物体，无论它的具体速度还是方向，物理定律一定。如此看来，不存在绝对运动或是绝对静止。这条原理为牛顿定律提供了基本框架，它也是爱因斯坦狭义相对论的核心部分。

### 質量相異者同時落地
伽利略的学生温琴佐·维维亚尼在传记中称伽利略在比萨斜塔上扔下了两个同种材质、不同质量的球，以证明物体下落时长与它们的质量无关。这与亚里士多德的学说相悖，即物体下落时长与质量成反比，重的下落速度比轻的快。这个传奇被世人广泛传颂，但伽利略自己却从来没有记录过这样的事情。大多数历史学家认为这个事件不过是个假想，并没有真实存在过。德拉克却不这么认为，辩驳称实验的确存在过，只是与温琴佐·维维亚尼所描述的多少有出入。有历史记载的第一个完成这类试验的人是西蒙·斯特芬，在《自然科学史》中记载，荷兰人西蒙·斯特芬在1586年使用2个重量不同的铅球在代尔夫特教堂塔顶上完成了这个试验，并证明了亚里士多德的理论是错误的。
在斯特芬试验的几个世纪以后，阿波罗15号的宇航员大卫·斯科特1971年8月2日在無空氣月球表面上使用一把锤子和一根羽毛重复了这个试验，證明且讓地球上的電視觀眾親眼看到了這兩個物體同時掉落在月球表面上。
1638年，伽利略出版《关于两门新科学的对话》，主人公萨尔维亚蒂被普遍视为伽利略的代言人。萨尔维亚蒂认为，“在真空中，重量不同的物体以相同的有限速度下落。”但是，卢克莱修和西蒙·斯特芬此前也提出了这一观点。克里斯蒂亚诺·本蒂的萨尔维亚蒂也认为，“铅制钟摆和软木钟摆具有不同的质量，而其它方面类似。通过比较两种钟摆在空气中的运动可以验证上述观点。”
伽利略指出，“只要下落的介质产生的阻力微不足道，或者在限定的真空条件下落下，落体将以均匀加速度下落。”他也推导出均匀加速度正确的运动学规律，也就是说与所经历时间的平方成比例（d ∝ t2）。在伽利略之前，尼科尔·奥雷姆与14世纪推导出匀加速改变的时间平方规则，多明戈·德索托（Domingo de Soto）于16世纪提出，“落体在均匀介质中将匀加速下落。”通过几何结构和精确的数学语言，伽利略依据他所处时代的标准表达了时间平方规则。（这就为其他人也使用代数术语重新表达了这一规则留下余地）。伽利略还总结道“除非对物体施加一个力，常常是摩擦力，否则物体将一直保持匀速运动。这驳斥了当时为人们所普遍公认的亚里士多德假说---除非对物体施加外力，否则运动的物体将“自然”减速并停下来。正如让·布里丹所说的那样，早在亚里斯多德提出这一假设几个世纪之前，约翰·菲洛波努斯就已提出了有关惯性的哲学思想。据乔瑟芬·李约瑟所述，“在他们之前，墨子早在几个世纪之前已经提出这一观点。但是，这是首次使用数学表达这一观点，并经过实验验证，并引入摩擦力的概念，这是验证惯性中所取得的一次突破。”伽利略的惯性原理提到，“除非受到外力的作用，否则运动在水平面上的物体就会按照其原来的方向，保持匀速运动。后来，这一原理纳入了牛顿运动定律（牛顿第一运动定律）。

## 数学

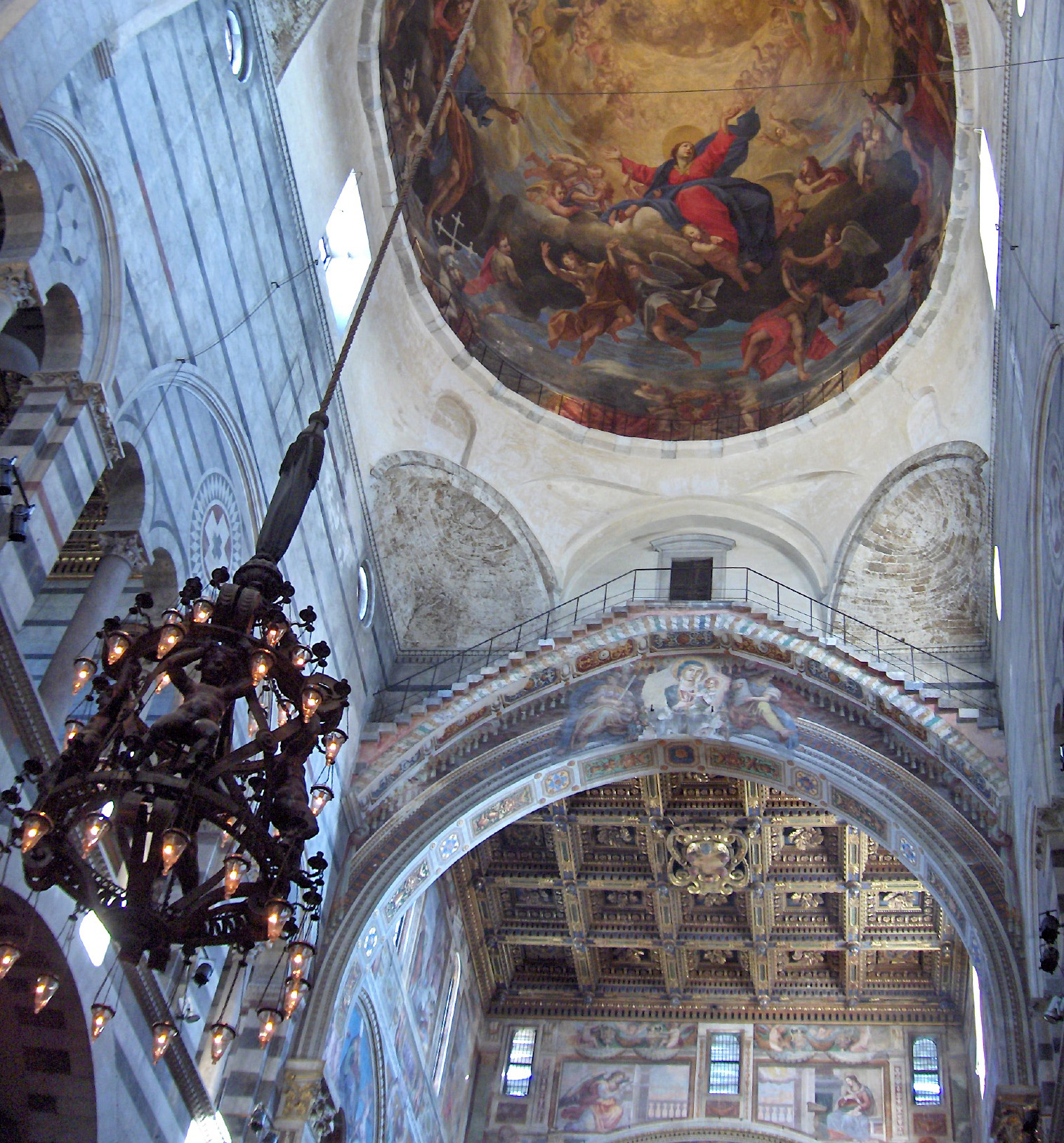
比萨大教堂圆顶的“伽利略吊灯”

在实验物理上运用数学是一个重要创新，他的数学方式在当时也是相当标准。伽利略数学分析与证明法大量依赖于欧几里得《几何原本》第五本中的比例论。该书由塔尔塔利亚等人于较早的一个世纪前翻译完成。但到伽利略晚年时，这些运算方式被笛卡尔的代数法取代。
伽利略也作出了一些数学贡献：如伽利略悖论。悖论认为有多少整数就有多少完全平方，虽然大部分整数自身不是完全平方。

## 天主教对伽利略的重新认定
1718年，天主教會放鬆對伽利略部份著作的禁令，允許他部份著作在佛羅倫斯印行，但是《關於托勒密和哥白尼兩大世界體系的對話》仍然遭到禁止。1741年，教宗本篤十四世授權，允許他所有在科學方面著作都能夠出版，包括经过审查修改的《对话》。1758年，天主教會將伽利略的著作由禁書目錄中移除，但是《對話》和哥白尼的《天体运行论》的一些未被审查版本仍然在名單中。直到1853年，伽利略的所有著作才從禁書目錄中被完全移除。
1939年，庇護十二世在當選教宗不久後，在宗教科学院發表演說，讚揚伽利略“是研究方面大无畏的英雄...不怕路上的危险与绊脚石，也不惧怕到达坟墓的那一刻。”。教宗40年的亲密顾问罗伯特·雷伯教授写道：“庇护十二世很注意不去对任何事物（对科学）进行过早干预。在这点上他十分积极，并对伽利略的案件表示深深的后悔。
1990年2月15日，樞機約瑟夫·拉辛格（日後當選為教宗本篤十六世）在罗马第一大学发表演說，引述了当代一些对伽利略事件的流行观点，称“这桩案件让我们看到了现代人对自身深深的怀疑，以及科学技术在今天的走向。”他引述了哲学家保罗·费耶拉本德的一些观点，称“在伽利略时代，教会较之伽利略本人更加理性，同时考虑了伽利略教导对未来道义和社会所产生的影响。教会对伽利略的判决是理性而公正的，对判决的否决不过是为了获得政治利益而已。”主教并没有明确指出他同意或否认费耶拉本德的观点。但是他说道：“在此基础上做出冲动性的道歉是愚蠢的。”
1992年10月31日，教宗若望·保祿二世表示教会對伽利略事件的處理方式表示遺憾，并根据宗教文化议会的研究结果，发表了一份声明承認教会对伽利略在科學的错误判决。2008年3月，宗教科学院院长尼古拉·加比伯宣布计划在梵蒂冈城墙上树立伽利略的雕像，以示对他的纪念。同年12月，即伽利略的第一次利用望远镜进行观测的400周年纪念日上，教宗本篤十六世赞扬了伽利略对天文学的贡献。然而一个月后，宗教文化院长加弗科·拉瓦锡表示在梵蒂冈城墙上树立伽利略雕塑被搁置了。

## 流行文化
伽利略在皇后乐队的“波西米亚狂想曲”中出现了多次。他在靛蓝女孩的歌曲“伽利略”中也被着重描写。
21世纪有关伽利略的剧本有：德国剧作家貝托爾特·布萊希特的《伽利略傳》（1939），以及它的电影改编版（1975）。贝莉·斯塔维斯的《午夜烛光》，和2008年戏剧“伽利略·伽利莱”。
在金·史坦利·罗宾逊的科幻小说《伽利略之梦》（2009）中，伽利略穿越到了未来，破解了科学危机。故事主线在当时的伽利略时代与未来的假定时代之间穿梭。
最近，伽利略·伽利莱成为了高价值纪念币的主角：面值€25的2009年版国际天文年纪念币。该币同时纪念伽利略望远镜诞生400周年。纪念币的背面印有他的一部分头像，以及他发明的望远镜。背面他绘制月球表面的初稿。在银色外圈是艾萨克·牛顿的望远镜，斯特修道院中的天文馆，现代望远镜、无线电望远镜和空间望远镜。2009年，伽利略望远镜发行。这种被大批量制造的低成本、高质量望远镜为2英寸长（51mm），被广泛用于教学。

## 著作

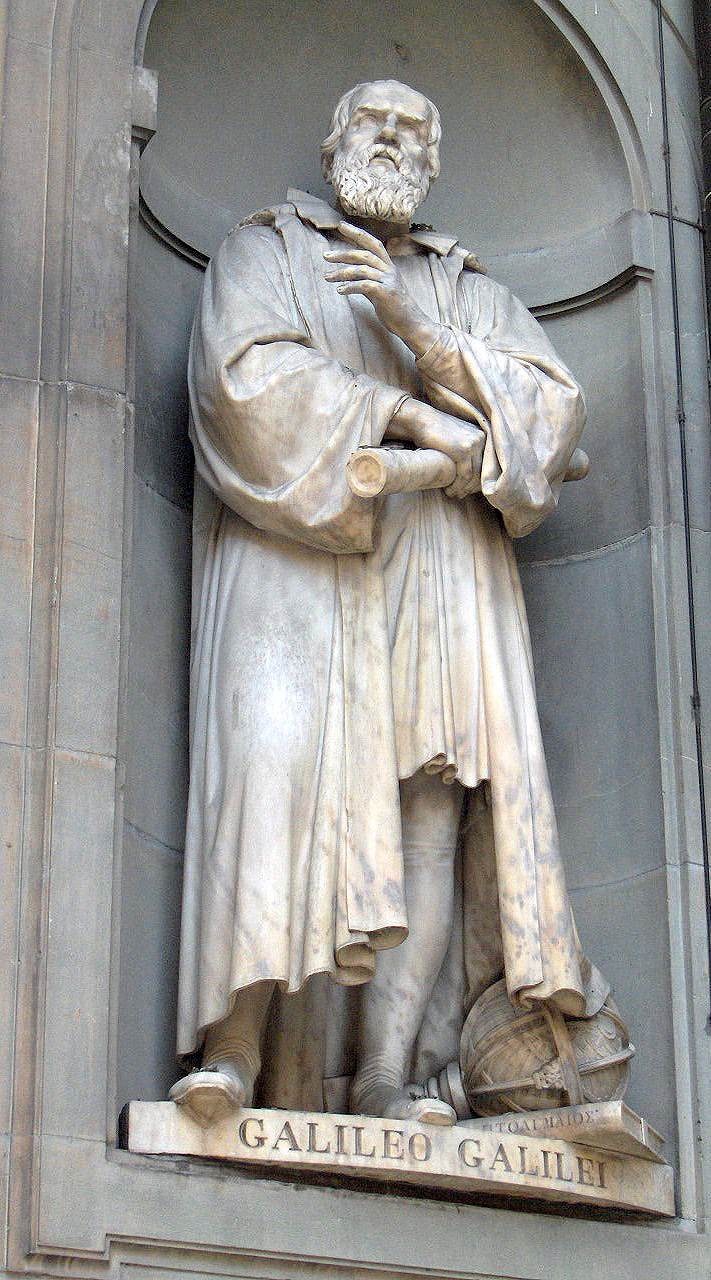
佛罗伦萨乌菲齐外的伽利略雕塑

1586年，伽利略出版了他的早期作品《小天平》记载了一些能在空气中或水中称重的精密天平。1606年出版印刷了《地理军事两用圆规使用指南》介绍如何使用地理军事两用圆规。
伽利略早期动力学---运动和力学的科学的著作包括：1590年比萨版的《论运动》；大约1600年帕多瓦版的《力学》。《论运动》参考了亚里斯多德-阿基米德流体动力学，流体动力学认为“在一种流体介质中，重力加速度和物体超过介质的比重成比例；而在真空中，物体将按照与自身比重成比例的重力加速度下落。”《论运动》也参考了Hipparchan-Philoponan动力学。Hipparchan-Philoponan动力学认为，“动力自动消散。在经过最初的加速以后，根据物体的具体重量，真空中的自由落体将具有必不可少的极限速度。”
伽利略1610年出版的《星际信使》是第一部利用望远镜进行观测的科学著作。它包括了如下发现：
- 伽利略卫星；
- 月球表面粗糙的地理地质；
- 存在有大量肉眼看不到的天体，它们组成了银河系；
- 行星与恒星外表的不同——前者看上去像是小圆盘，后者则类似小光点。

伽利略在1613年出版的《论太阳黑子》中详细描述了太阳黑子，并认为太阳和宇宙都是可以朽坏的。《论太阳黑子》中也记录了他在1610年利用望远镜观察的全部金星相位，土星奇怪的“附属物”以及后者的神秘消失。1615年，伽利略写成了《致大侯爵夫人克里斯蒂娜》手稿，但直到1636年才得以发表。手稿是《致凯斯泰利》的翻版，其中斥责了异端审判庭就禁止宣扬哥白尼理论的错误神学立场，认为后者是物理真理，与经文并不冲突。。1616年，异端审判庭下达指令，禁止伽利略为哥白尼学说辩护，伽利略不得不将基于哥白尼地理的《论潮汐》以私信的方式发送给红衣主教奥思尼。1619年，伽利略的学生马里奥·古迪西出版了伽利略的演讲汇编，命名为《论彗星》，反驳耶稣会对彗星的解释。
1623年，伽利略出版了《试金者》，攻击亚里斯多德权威的学说，鼓励实验，并运用数学来支持科学理论。该书的出版获得了巨大成功，甚至得到了一些天主教会高层的支持。在《试金者》的成功发表后，伽利略于1632年出版了《关于托勒密和哥白尼两大世界体系的对话》。虽然顾及到了异端审判庭的1616年指令，但《对话》依然倾向于哥白尼理论而非地心说模型，并最终造成了伽利略受审，出版物被禁。虽然出版物被禁，伽利略依然写成了《论两种新科学及其数学演化》，并于1638年在异端审判庭管辖范围之外的荷兰将其出版。

### 伽利略出版的主要作品
伽利略出版的主要作品如下：
- 《小天平》（1586）
- 《运动论》（1590）[208]
- 《力学》（ca. 1600）
- 《地理軍事兩用圓規使用指南》（1606）
- 《星際信使》（1610;意大利文Sidereus Nuncius）
- 《流體力學》（1612）
- 《论太阳黑子》（1613）
- 《致大侯爵夫人克里斯蒂娜》（1615; 1636年出版）
- 《论潮汐》（1616;意大利文Discorso del flusso e reflusso del mare）
- 《论彗星》（1619;意大利文Discorso Delle Comete）
- 《试金者》（1623;意大利文Il Saggiatore）
- 《关于托勒密和哥白尼两大世界体系的对话》（1632;意大利文Dialogo sopra i due massimi sistemi del mondo）
- 《论两种新科学及其数学演化》（1638;意大利文Discorsi e dimostrazioni matematiche intorno a due nuove scienze）

## 时间轴
- 1543 – 尼古拉·哥白尼出版《天体运行论》，提出与托勒密相對的地心说模型，导致对亚里士多德物理学的质疑。
- 1563 –溫琴佐·伽利莱与茱莉亚·阿曼娜蒂结婚。
- 1564 –出生于意大利比萨。
- ~1570 – 托马斯·迪格斯出版Pantometria，介绍了他父亲伦纳德·迪格斯在1540–1559年间制作的望远镜。
- 1573 – 第谷·布拉赫出版De nova stella《论新星》，否决了亚里士多德天体观中的永恒、不变的宇宙，以及月亮之上的以太空间。
- 1576 –杰赛普·米利特（Giuseppe Moletti）坐帕多瓦大学数学主任，研究指出相同质量物体下落时速度一样，无关材质。[209]
- 1581 –父亲溫琴佐·伽利莱出版Dialogo della musica antica et moderna，将乐理公式化。[210]
- 1581 –在比萨大学报到，专业为医学。
- 1582 –听Ostilio Ricci讲授的数学课，决定研习数学和科学。
- 1585 –离开比萨大学，没有获得文凭，做家教为生。
- 1586 –发明液体比重天平；写成《小天平》
- 1586 – 西蒙·斯特芬发表研究报告，讨论铅球从10米高坠落的结果。
- 1588 –第谷·布拉赫出版了对彗星的研究报告，阐述了第谷体系。[211]
- 1589 –被任命为比萨大学的数学主任。
- 1590 –完成《运动论》的一部分，但没有出版。
- 1591 –父亲溫琴佐·伽利略去世。
- 1592 –被任命为帕多瓦大学数学教授，任教18年。
- ~1593 –发明早期温度计，但必须同时依赖温度和压力。
- ~1595 –改进弹道技术几何，研发军用圆规，并通过教授使用说明来获取学费。
- 1597 –伽利略致开普勒的信中阐述了他对地心说的主张。
- 1600 – 威廉·吉尔伯特出版《论磁石》，支持哥白尼体系。
- 1600 –罗马审判庭将哥白尼体系的支持者焦尔达诺·布鲁诺判处异端，理由是支持泛神论、多重世界观、否认三位一体、基督神圣、玛利亚神圣、以及支持变形论，交由地方当局处以火刑。
- 1600 –第一个孩子弗吉尼亚出生；~1600版《力学》写成。
- 1601 –女儿利维亚出生。
- 1604 –观测超新星位置，表明新星无视差。
- 1605 –被内兄起诉，控没有支付姐妹的嫁妆。
- 1606 –儿子溫琴佐出生。
- 1606 –为计算圆规出版使用手册。
- 1607 – Rotilio Orlandini试图刺杀伽利略的朋友，神父保羅·薩爾皮
- 1608 –汉斯·利伯谢发明折射望远镜
- 1609 –就漢斯·李普希的说明所述，独立研发、改进望远镜。
- 1609 –开普勒出版《新天文学》包涵了他前两个理论，并第一次展示哥白尼体系在导航和预测上优于托勒密体系。
- 1609 – 托马斯·哈里奥特通过望远镜观测，绘制月球表面图，早于伽利略4个月。
- 1610 –出版《星际信使》；观测月球山脉以及木星的四个卫星。
- 1610 -  Martin Horky出版Brevissima Peregrinatio Contra Nuncium Sidereum，反对伽利略
- 1610 –开普勒向伽利略索要望远镜或镜片，但伽利略回复自己忙，没有剩余的。[212]
- 1610 –任命为帕多瓦大学终身数学教授，并为托斯卡纳大公科西莫二世·德·美第奇的数学、哲学师。
- 1611 –发现金星周相；获得教宗接见；成为琳氏科学院院士。
- 1611 –大卫·法布里修斯在克里斯托佛·什车尼和伽利略之前出版《观察太阳黑子及其旋转》（Narration on Spots Observed on the Sun and their Apparent Rotation with the Sun）
- 1612 –提议称木星卫星可以通过观测其经度来用做宇宙时钟。
- ~1612或1613 –弗朗西斯科·西兹发现太阳黑子年度周期变换规律。
- 1613 –写成《论太阳黑子》
- 1615 –写成《致大公夫人克里斯蒂娜》（1636出版）
- 1616 –被教廷正式通知不要去维护哥白尼体系。
- 1616 –天主教廷将《天体运行论》列在《禁书目录》上。
- 1616 –私下写成《论潮汐》
- 1617 –搬到佛罗伦萨以西的Bellosguardo，靠近女儿的修道院；观测到大熊星座的双子开阳星。
- 1619 –开普勒出版Harmonices Mundi，生成自己第三条定律。
- 1619 –写成《论彗星》
- 1621 – Maffeo Barberini成为教宗乌尔班八世
- 1623 –出版《试金者》
- 1624 –与教宗会面，得到赞许，并允许出版有关哥白尼—托勒密体系的作品；使用复合显微镜。
- 1625 –使用显微镜绘制的昆虫图片出版。
- 1630 –完成《关于托勒密和哥白尼两大世界体系的对话》，得到教廷出版的许可。
- 1632 –出版《对话》。
- 1633 –被审判庭判决软禁，理由是强烈异端嫌疑。
- 1633 –天主教廷将《关于托勒密和哥白尼两大世界体系的对话》列在《禁书目录》上。
- 1638 –出版《论两种新科学及其数学演化》。
- 1642 –在意大利Arcetri去世。
- 1668 –牛顿制造自己的反射望远镜。
- 1687 –牛顿出版《自然哲学的数学原理》，使用万有引力定律推导开普勒公式，将天地之间的韵律合而为一。

## 脚注
1. 1 2 3 4  O'Connor, J. J.; Robertson, E. F. . The MacTutor History of Mathematics archive. 蘇格蘭聖安德魯大學.   [2007-07-24]. （原始内容存档于2009-10-06）.
2. ↑  Drake（1978, p.1）.伽利略出生日期用的是儒略曆，當時所有基督教國家都使用這個曆法。義大利及幾個天主教國家於1582年改用公曆。除非特別註明，條目中的日期皆為公曆。
3. ↑   "Galileo Galilei" in the 1913 Catholic Encyclopedia by John Gerard. Retrieved 11 August 2007
4. ↑  Singer, Charles, , Clarendon Press, 1941  [2009-08-03], （原始内容存档于2015-03-29）（page 217）
5. ↑  Weidhorn, Manfred. . iUniverse. 2005: 155. ISBN 0-595-36877-8.
6. ↑  Thomas Hobbes: Critical Assessments, Volume 1. Preston King. 1993. p. 59
7. ↑  Finocchiaro (2007).
8. ↑  "Galileo and the Birth of Modern Science, by Stephen Hawking, American Heritage's Invention & Technology, Spring 2009, Vol. 24, No. 1, p. 36
9. ↑  Vincenzo Galilei
10. ↑  Giulia Ammannati
11. ↑  John Gribbin. The Fellowship: Gilbert, Bacon, Harvey, Wren, Newton and the Story of the Scientific Revolution. The Overlook Press, 2008. p. 26
12. ↑  Michelangelo，又作Michelagnolo（米凱拉尼奧洛）
13. ↑  Galileo Bonaiuti, 1370-1450年
14. ↑  Camaldolese Monastery at Vallombrosa
15. ↑  O'Connor, J. J.; Robertson, E. F. "Galileo Galilei". The MacTutor History of Mathematics archive. University of St Andrews, Scotland. Retrieved 2007-07-24.
16. ↑  Sharratt（1994, pp. 17, 213）
17. ↑  Marina Gamba
18. ↑  John Gribbon. The Fellowship: Gilbert, Bacon, Harvey, Wren, Newton and the Story of the Scientific Revolution. The Overlook Press, 2008. p. 42
19. ↑  Sobel（2000, p. 5）Chapter 1. Retrieved on 26 August 2007. "But because he never married Virginia's mother, he deemed the girl herself unmarriageable. Soon after her 13th birthday, he placed her at the Convent of San Matteo in Arcetri."
20. ↑  Pedersen, O.（24–27 May 1984）. "Galileo's Religion". Proceedings of the Cracow Conference, The Galileo affair: A meeting of faith and science. Cracow: Dordrecht, D. Reidel Publishing Co.. pp. 75–102. Bibcode 1985gamf.conf...75P.
21. ↑  Reston（2000, pp. 3–14）.
22. 1 2  Asimov, Isaac (1964). Asimov's Biographical Encyclopedia of Science and Technology. ISBN 978-0-385-17771-9
23. 1 2  Edgerton, Samuel Y. The Mirror, the Window, and the Telescope, 2009
24. 1 2  Panofsky, Erwin (1956). "Galileo as a Critic of the Arts: Aesthetic Attitude and Scientific Thought". Isis 47 (1): 3–15. doi:10.1086/348450. JSTOR 227542.
25. ↑  Sharratt（1994, pp. 45–66）.
26. ↑  Rutkin, H. Darrel. "Galileo, Astrology, and the Scientific Revolution: Another Look". Program in History & Philosophy of Science & Technology, Stanford University. Retrieved 2007-04-15.
27. ↑  Carney, Jo Eldridge. . Greenwood Publishing Group. 2000. ISBN 0-313-30574-9.
28. ↑  The Grand Duke of Tuscany, Ferdinando II
29. ↑  Shea & Artigas（2003, p. 199）; Sobel（2000, p. 378）.
30. ↑  Monumental tomb of Galileo. Institute and Museum of the History of Science, Florence, Italy. Retrieved 2010-02-15.
31. ↑  Shea & Artigas（2003, p. 199）; Sobel（2000, p. 378）; Sharratt（1994, p. 207）; Favaro（1906,18:378–80）  (Italian).
32. ↑  Shea & Artigas（2003, p. 199）; Sobel（2000, p. 380）.
33. ↑  Shea & Artigas（2003, p. 200）; Sobel（2000, pp. 380–384）.
34. ↑  Section of Room VII Galilean iconography and relics, Museo Galileo. Accessed on line 27 May 2011.
35. ↑  Middle finger of Galileo's right hand, Museo Galileo. Accessed on line 27 May 2011.
36. ↑  Hawking（1988, p.179）.
37. ↑  Einstein（1954, p.271）. "Propositions arrived at by purely logical means are completely empty as regards reality. Because Galileo realised this, and particularly because he drummed it into the scientific world, he is the father of modern physics—indeed, of modern science altogether."
38. ↑  Fischer, Daniel (2001). Mission Jupiter: The Spectacular Journey of the Galileo Spacecraft. Springer. pp. v. ISBN 978-0-387-98764-4.
39. ↑  United Nations Educational, Scientific and Cultural Organization (11 August 2005). "Proclamation of 2009 as International year of Astronomy"（PDF）. UNESCO. Retrieved 2008-06-10.
40. ↑  .   [2011-08-07]. （原始内容存档于2011-09-17）.
41. ↑  .   [2011-08-07]. （原始内容存档于2011-08-24）.
42. ↑  Sharratt（1994, pp. 204–05）
43. ↑  Cohen, H. F.（1984）. Quantifying Music: The Science of Music at. Springer. pp. 78–84. ISBN 978-90-277-1637-8.
44. ↑  Field, Judith Veronica (2005). Piero Della Francesca: A Mathematician's Art. Yale University Press. pp. 317–320. ISBN 978-0-300-10342-7.
45. ↑  In Drake（1957, pp. 237–238）
46. ↑  Wallace,（1984）.
47. ↑  Sharratt（1994, pp. 202–04）, Galilei（1954, pp. 250–52）, Favaro (1898), 8:274–75 (Italian)
48. ↑  Sharratt（1994, pp. 202–04）, Galilei（1954, pp. 252）, Favaro (1898), 8:275 (Italian)
49. ↑  Cardinal Bellarmine
50. ↑  Finocchiaro (1989), pp. 67–9.
51. ↑  Finocchiaro (1989), p. 354, n. 52
52. ↑  Cardinal Orsini)
53. ↑  Finocchiaro (1989), pp. 119–133
54. ↑  Finocchiaro (1989), pp. 127–131 and Galilei,（1953）, pp. 432–6
55. ↑  Einstein (1953) p. xvii
56. ↑  Galilei,（1953）, p. 462.
57. ↑  Kusukawa, Sachiko. "Starry Messenger: The Telescope". Department of History and Philosophy of Science of the University of Cambridge. Retrieved 2007-03-10.
58. ↑  Father Orazio Grassi
59. ↑  Drake（1960, pp.vii, xxiii–xxiv）, Sharratt（1994, pp. 139–140）.
60. ↑  Grassi (1960a).
61. ↑  Drake（1978, p. 268）, Grassi（1960a, p. 16）.
62. ↑  Galilei & Guiducci (1960).
63. ↑  Drake（1960, p.xvi）.
64. ↑  Mario Guiducci
65. ↑  Drake（1957, p. 222）, Drake（1960, p.xvii）.
66. ↑  Christopher Scheiner
67. ↑  Sharratt（1994, p. 135）, Drake（1960, p.xii）, Galilei & Guiducci（1960, p. 24）.
68. ↑  40
69. ↑  Sharratt（1994, p. 135）, Drake（1960, p.xvii）.
70. ↑  Grassi (1960b).
71. ↑  Lothario Sarsio Sigensano
72. ↑  Drake（1978, p. 494）, Favaro（1896, 6:111）. The pseudonym was a slightly imperfect anagram of Oratio Grasio Savonensis, a latinised version of his name and home town.
73. ↑  Galilei (1960).
74. ↑  Sharratt（1994, p. 137）, Drake（1957, p. 227）.
75. ↑  Sarsi
76. ↑  Sharratt（1994, p. 138–142）.
77. ↑  Drake（1960, p.xix）.
78. ↑  Sharratt（1994, p. 175）.
79. ↑  Sharratt（1994, pp. 175–78）, Blackwell（2006, p. 30）.
80. ↑  Brodrick（1965, c1964, p. 95）quoting Cardinal Bellarmine's letter to Foscarini, dated 12 April 1615. Translated from Favaro（1902, 12:171–172）  (Italian).
81. ↑  Galileo Galilei – New Mexico Museum of Space History. Retrieved 26 August 2011.
82. ↑  Congregation of the Index
83. ↑  "Galileo Project – Pope Urban VIII Biography".
84. ↑  Dava Sobel
85. ↑  Sobel（2000, pp. 232–4）.
86. ↑  Finocchiaro (1997), p. 82; Moss & Wallace (2003), p. 11
87. ↑  See Langford（1966, pp. 133–134）, and Seeger（1966, p. 30）, for example. Drake（1978, p. 355）asserts that Simplicio's character is modelled on the Aristotelian philosophers, Lodovico delle Colombe and Cesare Cremonini, rather than Urban. He also considers that the demand for Galileo to include the Pope's argument in the Dialogue left him with no option but to put it in the mouth of Simplicio（Drake, 1953, p. 491）. Even Arthur Koestler, who is generally quite harsh on Galileo in The Sleepwalkers (1959), after noting that Urban suspected Galileo of having intended Simplicio to be a caricature of him, says "this of course is untrue"（1959, p. 483）.
88. ↑  Vincenzo Maculani
89. ↑  Sharratt（1994, pp. 171–75）; Heilbron（2010, pp. 308–17）; Gingerich（1992, pp. 117–18）.
90. ↑  Fantoli（2005, p. 139）, Finocchiaro（1989, pp. 288–293）. Finocchiaro's translation of the Inquisition's judgement against Galileo is available on-line. "Vehemently suspect of heresy" was a technical term of canon law and did not necessarily imply that the Inquisition considered the opinions giving rise to the verdict to be heretical. The same verdict would have been possible even if the opinions had been subject only to the less serious censure of "erroneous in faith"（Fantoli, 2005, p. 140; Heilbron, 2005, pp. 282–284）.
91. ↑  Finocchiaro（1989, pp.38, 291, 306）. Finocchiaro's translation of the Inquisition's judgement against Galileo is available on-line.
92. ↑  Drake（1978, p. 367）, Sharratt（1994, p. 184）, Favaro（1905, 16:209, 230，Italian). See Galileo affair for further details.
93. ↑  Drake（1978, p. 356）. The phrase "Eppur si muove" does appear, however, in a painting of the 1640s by the Spanish painter Bartolomé Esteban Murillo or an artist of his school. The painting depicts an imprisoned Galileo apparently pointing to a copy of the phrase written on the wall of his dungeon（Drake, 1978, p. 357）.
94. ↑  Ascanio Piccolomini, the Archbishop of Siena
95. ↑  William Shea, M. A. The Galileo Affair 2006. Available online William Shea (January 2006). "The Galileo Affair". Grupo de Investigación sobre Ciencia, Razón y Fe (CRYF). Unpublished work. Retrieved 12 September 2010.
96. ↑  Stephen Hawking, ed. p. 398, On the Shoulders of Giants: "Galileo ... is the father of modern physics—indeed of modern science"—Albert Einstein.
97. ↑  Carney, Jo Eldridge (2000). Renaissance and Reformation, 1500–1620: a. Greenwood Publishing Group. ISBN 978-0-313-30574-0.
98. ↑  Allan-Olney (1870)
99. ↑  Hans Lippershey
100. ↑  King（2003, pp.30–32）. The Netherlands States-General would not grant Lippershey his requested patent（King, 2003, p.32）.
101. ↑  Drake（1990, pp. 133–34）.
102. ↑  Sharratt（1994, pp. 1–2）
103. ↑  Walusinsky
104. ↑  1964, p. 273
105. ↑  According to Walusinsky（1964, p. 273）, it "aroused the life-long enmity of all the opponents of modern science"
106. ↑  i.e., invisible to the naked eye.
107. ↑  Drake（1978, p. 146）.
108. ↑  In Sidereus Nuncius（Favaro,1892, 3:81（Latin）) Galileo stated that he had reached this conclusion on 11 January. Drake（1978, p. 152）, however, after studying unpublished manuscript records of Galileo's observations, concluded that he did not do so until 15 January.
109. ↑  Sharratt（1994, p. 17）.
110. ↑  Linton（2004, pp. 98,205）, Drake（1978, p. 157）.
111. ↑  Drake（1978, pp. 158–68）, Sharratt（1994, pp. 18–19）.
112. ↑  God's Philosophers ju James Hannam Orion 2009 p313
113. ↑  Drake（1978, p. 168）, Sharratt（1994, p. 93）.
114. ↑  Thoren (1989), p. 8; Hoskin (1999) p. 117.
115. ↑  Tychonic
116. ↑  Capellan
117. ↑  In the Capellan model only Mercury and Venus orbit the Sun, whilst in its extended version such as expounded by Riccioli, Mars also orbits the Sun, but the orbits of Jupiter and Saturn are centred on the Earth
118. ↑  Baalke, Ron. Historical Background of Saturn's Rings. Jet Propulsion Laboratory, California Institute of Technology, NASA. Retrieved on 2007-03-11
119. ↑  Drake & Kowal (1980)
120. ↑  In Kepler's Thomist 'inertial' variant of Aristotelian dynamics as opposed to Galileo's impetus dynamics variant all bodies universally have an inherent resistance to all motion and tendency to rest, which he dubbed 'inertia'. This notion of inertia was originally introduced by Averroes in the 12th century just for the celestial spheres in order to explain why they do not rotate with infinite speed on Aristotelian dynamics, as they should if they had no resistance to their movers. And in his Astronomia Nova celestial mechanics the inertia of the planets is overcome in their solar orbital motion by their being pushed around by the sunspecks of the rotating sun acting like the spokes of a rotating cartwheel. And more generally it predicted all but only planets with orbiting satellites, such as Jupiter for example, also rotate to push them around, whereas the Moon, for example, does not rotate, thus always presenting the same face to the Earth, because it has no satellites to push around. These seem to have been the first successful novel predictions of Thomist 'inertial' Aristotelian dynamics as well as of post-spherist celestial physics. In his 1630 Epitome（See p514 on p896 of the Encyclopædia Britannica 1952 Great Books of the Western World edition）Kepler keenly stressed he had proved the Sun's axial rotation from planetary motions in his Commentaries on Mars Ch 34 long before it was telescopically established by sunspot motion.
121. ↑  Drake（1978, p. 209）. Sizzi reported the observations he and his companions had made over the course of a year to Orazio Morandi in a letter dated 10 April 1613（Favaro,1901, 11:491 （Italian）). Morandi subsequently forwarded a copy to Galileo.
122. ↑  In geostatic systems the apparent annual variation in the motion of sunspots could only be explained as the result of an implausibly complicated precession of the Sun's axis of rotation（Linton, 2004, p. 212; Sharratt, 1994, p. 166; Drake, 1970, pp. 191–196）. This did not apply, however, to the modified version of Tycho's system introduced by his protegé, Longomontanus, in which the Earth was assumed to rotate. Longomontanus's system could account for the apparent motions of sunspots just as well as the Copernican.
123. ↑  perspective tube
124. ↑  Ondra (2004), p. 72–73
125. ↑  Graney（2010, p. 455）; Graney & Grayson（2011, p. 353）.
126. ↑  Van Helden,（1985, p. 75）; Chalmers,（1999, p. 25）; Galilei（1953, pp. 361–62）.
127. ↑  Finocchiaro（1989, pp. 167–76）, Galilei（1953, pp. 359–60）, Ondra（2004, pp. 74–5）.
128. ↑  Simon Marius
129. ↑  Giovanni Battista Riccioli
130. ↑  Martinus Hortensius
131. ↑  Graney（2010, p. 454-462）; Graney & Grayson（2011, p. 352-355）.
132. ↑  Niccolò Tartaglia
133. ↑  Guidobaldo del Monte
134. ↑  Marc'Antonio Mazzoleni
135. ↑  Reston（2000, p. 56）.
136. ↑  Griffith Observatory
137. ↑  Accademia dei Lincei，又译作林琴学院、林赛学会、猞猁学会、山猫学会、山猫眼学会等，以山猫眼在夜里发光而寓意启蒙。
138. ↑  Rosen, Edward, The Naming of the Telescope (1947)
139. ↑  Giovanni Demisiani
140. ↑  Sobel（2000, p. 43）, Drake（1978, p. 196）. In the Starry Messenger, written in Latin, Galileo had used the term "perspicillum".
141. ↑  Drake（1978, pp. 163–164）, Favaro（1892, 3:163–164，Latin)
142. ↑  Cardinal Zollern
143. ↑  Duke of Bavaria
144. ↑  Drake（1978, p. 289）, Favaro（1903, 13:177，Italian).
145. ↑  Drake（1978, p. 286）, Favaro（1903, 13:208，Italian). The actual inventors of the telescope and microscope remain debatable. A general view on this can be found in the article Hans Lippershey (last updated 2003-08-01), © 1995–2007 by Davidson, Michael W. and the Florida State University. Retrieved 2007-08-28
146. ↑  Giovanni Faber
147. ↑  "brunelleschi.imss.fi.it "Il microscopio di Galileo""（PDF）.
148. ↑  Van Helden, Al. Galileo Timeline (last updated 1995), The Galileo Project. Retrieved 2007-08-28. See also Timeline of microscope technology.
149. ↑  Drake（1978, p. 286）.
150. ↑  Giovanni Domenico Cassini
151. ↑  Zebulon Pike
152. ↑  John Harrison
153. ↑  Longitude: the true story of a lone genius who solved the greatest scientific problem of his time, Dava Sobel Penguin, 1996 ISBN 978-0-14-025879-0, ISBN 978-0-14-025879-0
154. ↑  Newton, R. G.（2004）. Galileo's Pendulum: From the Rhythm of Time to the Making of Matter. Harvard University Press. p. 51.ISBN 978-0-674-01331-5.
155. ↑  Galileo Galilei, Two New Sciences,（Madison: Univ. of Wisconsin Pr., 1974）p. 50.
156. ↑  I. Bernard Cohen, "Roemer and the First Determination of the Velocity of Light (1676)", Isis, 31 (1940): 327–379, see pp. 332–333
157. ↑  .   [2011-11-01]. （原始内容存档于2015-04-30）.
158. ↑  Drake（1978, pp. 19,20）. At the time when Viviani asserts that the experiment took place, Galileo had not yet formulated the final version of his law of free fall. He had, however, formulated an earlier version which predicted that bodies of the same material falling through the same medium would fall at the same speed（Drake, 1978, p. 20）.
159. ↑  Groleau, Rick. "Galileo's Battle for the Heavens. July 2002".  Ball, Phil (2005-06-30). "Science history: setting the record straight. 30 June 2005". The Hindu（Chennai, India）.
160. ↑  Galileo Galilei: The Falling Bodies Experiment. Last accessed 26 Dec 2011.
161. ↑  （Discorsi）
162. ↑  Salviati
163. ↑  Lucretius
164. ↑  Lucretius, De rerum natura II, 225–229; Relevant passage appears in: Lane Cooper, Aristotle, Galileo, and the Tower of Pisa（Ithaca, N.Y.: Cornell University Press, 1935）, p. 49.
165. ↑  Simon Stevin
166. ↑  Simon Stevin, De Beghinselen des Waterwichts, Anvang der Waterwichtdaet, en de Anhang komen na de Beghinselen der Weeghconst en de Weeghdaet [The Elements of Hydrostatics, Preamble to the Practice of Hydrostatics, and Appendix to The Elements of the Statics and The Practice of Weighing]（Leiden, Netherlands: Christoffel Plantijn, 1586）reports an experiment by Stevin and Jan Cornets de Groot in which they dropped lead balls from a church tower in Delft; relevant passage is translated in: E. J. Dijksterhuis, ed., The Principal Works of Simon Stevin Amsterdam, Netherlands: C. V. Swets & Zeitlinger, 1955 vol. 1, pp. 509, 511.
167. ↑  Cristiano Banti
168. ↑  Sharratt（1994, p. 203）, Galilei（1954, pp. 251–54）.
169. ↑  Sharratt（1994, p. 198）, Galilei（1954, p. 174）.
170. ↑  Nicole Oresme
171. ↑  Clagett（1968, p. 561）. Oresme, however, regarded this discovery as a purely intellectual exercise having no relevance to the description of any natural phenomena, and consequently failed to recognise any connection with the motion of falling bodies（Grant, 1996, p.103）.
172. ↑  Sharratt（1994, p. 198）, Wallace（2004, pp.II 384, II 400, III 272）Soto, however, did not anticipate many of the qualifications and refinements contained in Galileo's theory of falling bodies. He did not, for instance, recognise, as Galileo did, that a body would only fall with a strictly uniform acceleration in a vacuum, and that it would otherwise eventually reach a uniform terminal velocity.
173. ↑  Jean Buridan
174. ↑  John Philoponus
175. ↑  Joseph Needham
176. ↑  Heilbron（2004, p. 299）.
177. ↑  Two of his non-scientific works, the letters to Castelli and the Grand Duchess Christina, were explicitly not allowed to be included（Coyne 2005, p. 347）.
178. ↑  Heilbron（2005, p. 307）; Coyne（2005, p. 347）The practical effect of the ban in its later years seems to have been that clergy could publish discussions of heliocentric physics with a formal disclaimer assuring its hypothetical character and their obedience to the church decrees against motion of the earth: see for example the commented edition (1742) of Newton's 'Principia' by Fathers Le Seur and Jacquier, which contains such a disclaimer（'Declaratio'）before the third book (Propositions 25 onwards) dealing with the lunar theory.
179. ↑  Discourse of His Holiness Pope Pius XII given on 3 December 1939 at the Solemn Audience granted to the Plenary Session of the Academy, Discourses of the Popes from Pius XI to John Paul II to the Pontifical Academy of the Sciences 1939–1986, Vatican City, p. 34
180. ↑  Robert Leiber, Pius XII Stimmen der Zeit, November 1958 in Pius XII. Sagt, Frankfurt 1959, p. 411
181. ↑  An earlier version had been delivered on 16 December 1989, in Rieti, and a later version in Madrid on 24 February 1990（Ratzinger, 1994, p. 81）. According to Feyerabend himself, Ratzinger had also mentioned him "in support of" his own views in a speech in Parma around the same time（Feyerabend, 1995, p. 178）.
182. 1 2 3  Ratzinger（1994, p. 98）.
183. ↑  "Vatican admits Galileo was right". New Scientist (1846). 1992-11-07. Retrieved 2007-08-09..
184. ↑  "Papal visit scuppered by scholars". BBC News. 2008-01-15. Retrieved 2008-01-16.
185. ↑  Owen & Delaney (2008).
186. ↑  "Pope praises Galileo's astronomy". BBC News. 2008-12-21. Retrieved 2008-12-22.
187. ↑  Owen (2009).
188. ↑  Bohemian Rhapsody. everything2. Retrieved 2010-08-20.
189. ↑  Stavis, Barrie. Lamp at Midnight. South Brunswick, New Jersey: A.S. Barnes, 1966.
190. ↑  Lalonde, Robert. Galileo Galilei/Vesalius and Servetus. February 2008. ISBN 978-0-9783909-1-4.
191. ↑  Robinson, Kim Stanley (2009). Galileo's Dream. New York: Ballantine Books. ISBN 978-0-553-80659-5.
192. ↑  （La Billancetta）
193. ↑  Hydrostatic balance. The Galileo Project. Retrieved 2008-07-17.
194. ↑  （Le Operazioni del Compasso Geometrico et Militare）
195. ↑  The Works of Galileo. The University of Oklahoma, College of Arts and Sciences. Retrieved 2008-07-17.
196. ↑  （De Motu）
197. ↑  （Le Meccaniche）
198. ↑  （Sidereus Nuncius）
199. ↑  Sunspots and Floating Bodies. The University of Oklahoma, College of Arts and Sciences. Retrieved 2008-07-17.
200. ↑  Galileo, Letter to the Grand Duchess Christina. The University of Oklahoma, College of Arts and Sciences. Retrieved 2008-07-17.
201. ↑  （Discorso sul flusso e il reflusso del mare）
202. ↑  Galileo's Theory of the Tides. The Galileo Project. Retrieved 2008-07-17.
203. ↑  （Discorso Delle Comete）
204. ↑  Galileo Timeline. The Galileo Project. Retrieved 2008-07-17.
205. ↑  Galileo Galilei. Tel-Aviv University, Science and Technology Education Center. Retrieved 2008-07-17.
206. ↑  （Dialogo sopra i due massimi sistemi del mondo）
207. ↑  （Discorsi e Dimostrazioni Matematiche, intorno a due nuove scienze）
208. ↑  "Collection of Galileo Galilei's Manuscripts and Related Translations". Retrieved 2009-12-04.
209. ↑  Giuseppe Moleti, Walter Roy Laird. The unfinished mechanics of Giuseppe Moletti （页面存档备份，存于）. University of Toronto Press, 1999. p. 5
210. ↑  Robert Henry Herman, Vincenzo Galilei. Dialogo della musica antica et della moderna of Vincenzo Galilei: translation and commentary, Part 1. North Texas State University, 1973. p. 17
211. ↑  Adam, Mosley. . Starry Messenger. History & Philosophy of Science Dept, University of Cambridge.   [13 January 2012]. （原始内容存档于2014-10-23）.
212. ↑  Timothy Ferris. Coming of Age in the Milky Way. William Morrow & Company, Inc. 1988. p. 95